# Annonaceae
Famille
Classification APG III (2009)
Les Annonaceae (les annonacées) sont une famille de plantes à fleurs primitives de l'ordre des Magnoliales. Elle est constituée de 2 500 espèces réparties en une centaine de genres. C'est la plus grande famille de l'ordre des Magnoliales.
Ce sont des arbres, des arbustes ou des lianes des zones tropicales ou subtropicales.
C'est la famille de l'Ylang-ylang (Cananga odorata), et certaines espèces produisent des fruits comestibles :
- Annona muricata, le corossol.
- Annona reticulata, le cœur de bœuf.
- Annona squamosa, la pomme cannelle.
- Annona cherimola, la chérimole
- Annona squamosa x A. cherimola, un hybride des deux précédents, l'atemoya
- Asimina triloba, l'asimine

## Étymologie
Le nom vient du genre Annona lequel est, en langue taïno (Caraïbes), un nom vernaculaire de l’île Hispaniola (Haïti et Saint-Domingue) passé en 1535 à l’espagnol, sous la forme hanon, anon, puis en anona annona, corossoli.

## Liste des genres
Selon NCBI (13 avr. 2010) :
- genre Alphonsea (en)
- genre Ambavia (es)
- genre Anaxagorea
- genre Annickia
- genre Annona
- genre Anonidium
- genre Artabotrys
- genre Asimina
- genre Asteranthe (es)
- genre Bocageopsis
- genre Cananga (Ylang ylang)
- genre Cleistopholis
- genre Craibella
- genre Cremastosperma
- genre Cyathocalyx (en)
- genre Cyathostemma
- genre Cymbopetalum
- genre Dasymaschalon
- genre Dennettia
- genre Desmopsis
- genre Diclinanona
- genre Dielsiothamnus
- genre Disepalum
- genre Duguetia
- genre Ellipeiopsis
- genre Enicosanthum
- genre Ephedranthus
- genre Fissistigma (en)
- genre Fitzalania
- genre Friesodielsia
- genre Fusaea
- genre Goniothalamus (en)
- genre Greenwayodendron
- genre Guamia
- genre Guatteria
- genre Guatteriella
- genre Guatteriopsis
- genre Haplostichanthus
- genre Heteropetalum
- genre Hexalobus
- genre Hornschuchia
- genre Isolona
- genre Klarobelia
- genre Letestudoxa
- genre Lettowianthus
- genre Malmea
- genre Marsypopetalum
- genre Meiocarpidium
- genre Meiogyne
- genre Melodorum
- genre Mezzettia
- genre Mezzettiopsis
- genre Miliusa
- genre Mischogyne
- genre Mitrella
- genre Mitrephora
- genre Monanthotaxis
- genre Monocarpia
- genre Monocyclanthus
- genre Monodora
- genre Mosannona
- genre Mwasumbia
- genre Neo-uvaria
- genre Neostenanthera
- genre Onychopetalum
- genre Ophrypetalum
- genre Orophea (en)
- genre Oxandra
- genre Petalolophus
- genre Phaeanthus (en)
- genre Piptostigma
- genre Platymitra
- genre Polyalthia
- genre Polyceratocarpus
- genre Popowia
- genre Porcelia
- genre Pseudartabotrys
- genre Pseudephedranthus
- genre Pseudomalmea
- genre Pseudoxandra
- genre Pseuduvaria
- genre Rauwenhoffia
- genre Richella
- genre Rollinia (en)
- genre Ruizodendron
- genre Sageraea
- genre Sanrafaelia
- genre Sapranthus
- genre Sphaerocoryne
- genre Stelechocarpus
- genre Stenanona
- genre Tetrameranthus
- genre Toussaintia
- genre Tridimeris
- genre Trigynaea
- genre Trivalvaria (en)
- genre Unonopsis (en)
- genre Uvaria
- genre Uvariastrum
- genre Uvariodendron
- genre Uvariopsis
- genre Woodiellantha
- genre Xylopia

Selon Angiosperm Phylogeny Website (20 mai 2010) :
- genre Afroguatteria Boutique
- genre Alphonsea Hook.f. & Thomson
- genre Ambavia Le Thomas
- genre Anaxagorea A.St.-Hil.
- genre Ancana F.Muell.
- genre Annickia Setten & Maas
- genre Annona L.
- genre Anomianthus Zoll.
- genre Anonidium Engl. & Diels
- genre Artabotrys R.Br.
- genre Asimina Adans.
- genre Asteranthe Engl. & Diels
- genre Balonga Le Thomas
- genre Bocagea A.St.-Hil.
- genre Bocageopsis R.E.Fr.
- genre Boutiquea Le Thomas
- genre Cananga (DC.) Hook.f. & Thomson
- genre Cardiopetalum Schltdl.
- genre Chieniodendron Tsiang & P.T.Li
- genre Cleistochlamys Oliv.
- genre Cleistopholis Pierre ex Engl.
- genre Cremastosperma R.E.Fr.
- genre Cyathocalyx Champ. ex Hook.f. & Thomson
- genre Cyathostemma Griff.
- genre Cymbopetalum Benth.
- genre Dasoclema J.Sinclair
- genre Dasymaschalon (Hook.f. & Thomson) Dalla Torre & Harms
- genre Deeringothamnus Small
- genre Dendrokingstonia Rauschert
- genre Dennettia Baker f.
- genre Desmopsis Saff.
- genre Desmos Lour.
- genre Diclinanona Diels
- genre Dielsiothamnus R.E.Fr.
- genre Disepalum Hook.f.
- genre Duckeanthus R.E.Fr.
- genre Duguetia A.St.-Hil.
- genre Ellipeia Hook.f. & Thomson
- genre Ellipeiopsis R.E.Fr.
- genre Enicosanthum Becc.
- genre Ephedranthus S.Moore
- genre Exellia (en) Boutique
- genre Fissistigma Griff.
- genre Fitzalania F.Muell.
- genre Friesodielsia Steenis
- genre Froesiodendron R.E.Fr.
- genre Fusaea (Baill.) Saff.
- genre Gilbertiella Boutique
- genre Goniothalamus (Blume) Hook.f. & Thomson
- genre Greenwayodendron Verdc.
- genre Guamia Merr.
- genre Guatteria Ruiz & Pav.
- genre Guatteriella R.E.Fr.
- genre Guatteriopsis R.E.Fr.
- genre Haplostichanthus F.Muell.
- genre Heteropetalum Benth.
- genre Hexalobus A.DC.
- genre Hornschuchia Nees
- genre Isolona Engl.
- genre Letestudoxa Pellegr.
- genre Lettowianthus Diels
- genre Malmea R.E.Fr.
- genre Marsypopetalum Scheff.
- genre Meiocarpidium Engl. & Diels
- genre Meiogyne Miq.
- genre Melodorum Lour.
- genre Mezzettia Becc.
- genre Mezzettiopsis Ridl.
- genre Miliusa Lesch. ex A.DC.
- genre Mischogyne Exell
- genre Mitrella Miq.
- genre Mitrephora (Blume) Hook.f. & Thomson
- genre Mkilua Verdc.
- genre Monanthotaxis Baill.
- genre Monocarpia Miq.
- genre Monocyclanthus Keay
- genre Monodora Dunal
- genre Neo-Uvaria Airy Shaw
- genre Neostenanthera Exell
- genre Oncodostigma Diels
- genre Onychopetalum R.E.Fr.
- genre Ophrypetalum Diels
- genre Oreomitra Diels
- genre Orophea Blume
- genre Oxandra A.Rich.
- genre Pachypodanthium Engl. & Diels
- genre Papualthia Diels
- genre Petalolophus K.Schum.
- genre Phaeanthus Hook.f. & Thomson
- genre Phoenicanthus Alston
- genre Piptostigma Oliv.
- genre Platymitra Boerl.
- genre Polyalthia Blume
- genre Polyaulax Backer
- genre Polyceratocarpus Engl. & Diels
- genre Popowia Endl.
- genre Porcelia Ruiz & Pav.
- genre Pseudartabotrys Pellegr.
- genre Pseudephedranthus Aristeg.
- genre Pseudoxandra R.E.Fr.
- genre Pseuduvaria Miq.
- genre Pyramidanthe Miq.
- genre Raimondia Saff.
- genre Richella A.Gray
- genre Rollinia A.St.-Hil.
- genre Ruizodendron R.E.Fr.
- genre Sageraea Dalzell
- genre Sapranthus Seem.
- genre Schefferomitra Diels
- genre Sphaerocoryne (Boerl.) Scheff. ex Ridl.
- genre Stelechocarpus Hook.f. & Thomson
- genre Stenanona Standl.
- genre Tetrameranthus R.E.Fr.
- genre Tetrapetalum Miq.
- genre Toussaintia Boutique
- genre Tridimeris Baill.
- genre Trigynaea Schltdl.
- genre Trivalvaria (Miq.) Miq.
- genre Unonopsis R.E.Fr.
- genre Uvaria L.
- genre Uvariastrum Engl.
- genre Uvariodendron (Engl. & Diels) R.E.Fr.
- genre Uvariopsis Engl.
- genre Woodiellantha Rauschert
- genre Xylopia L.

Selon DELTA Angio (13 avr. 2010) :
- genre Afroguatteria
- genre Alphonsea
- genre Ambavia
- genre Anaxagorea
- genre Ancana
- genre Annickia
- genre Annona
- genre Anomianthus
- genre Anonidium
- genre Artabotrys
- genre Asimina
- genre Asteranthe
- genre Balonga
- genre Bocagea
- genre Bocageopsis
- genre Boutiquea
- genre Cananga
- genre Cardiopetalum
- genre Chieniodendron
- genre Cleistochlamys
- genre Cleistopholis
- genre Cremastosperma
- genre Cyathocalyx
- genre Cyathostemma
- genre Cymbopetalum
- genre Dasoclema
- genre Dasymaschalon
- genre Deeringothamnus
- genre Dendrokingstonia
- genre Dennettia
- genre Desmopsis
- genre Desmos
- genre Diclinanona
- genre Dielsiothamnus
- genre Disepalum
- genre Duckeanthus
- genre Duguetia
- genre Ellipeia
- genre Ellipeiopsis
- genre Enicosanthum
- genre Ephedranthus
- genre Exellia
- genre Fissistigma
- genre Fitzalania
- genre Friesodielsia
- genre Froesiodendron
- genre Fusaea
- genre Gilbertiella
- genre Goniothalamus
- genre Greenwayodendron
- genre Guamia
- genre Guatteria
- genre Guatteriella
- genre Guatteriopsis
- genre Haplostichanthus
- genre Heteropetalum
- genre Hexalobus
- genre Hornschuchia
- genre Isolona
- genre Letestudoxa
- genre Lettowianthus
- genre Malmea
- genre Marsypopetalum
- genre Meiocarpidium
- genre Meiogyne
- genre Melodorum
- genre Mezzettia
- genre Mezzettiopsis
- genre Miliusa
- genre Mischogyne
- genre Mitrella
- genre Mitrephora
- genre Mkilua
- genre Monanthotaxis
- genre Monocarpia
- genre Monocyclanthus
- genre Monodora
- genre Neostenanthera
- genre Neo-uvaria
- genre Oncodostigma
- genre Onychopetalum
- genre Ophrypetalum
- genre Oreomitra
- genre Orophea
- genre Oxandra
- genre Pachypodanthium
- genre Papualthia
- genre Petalolophus
- genre Phaeanthus
- genre Phoenicanthus
- genre Piptostigma
- genre Platymitra
- genre Polyalthia
- genre Polyaulax
- genre Polyceratocarpus
- genre Popowia
- genre Porcelia
- genre Pseudartabotrys
- genre Pseudephedranthus
- genre Pseudoxandra
- genre Pseuduvaria
- genre Pyramidanthe
- genre Raimondia
- genre Reedrollinsia
- genre Richella
- genre Rollinia
- genre Ruizodendron
- genre Sageraea
- genre Sapranthus
- genre Schefferomitra
- genre Sphaerocoryne
- genre Stelechocarpus
- genre Stenanona
- genre Tetrameranthus
- genre Tetrapetalum
- genre Toussaintia
- genre Tridimeris
- genre Trigynaea
- genre Trivalvaria
- genre Unonopsis
- genre Uvaria
- genre Uvariastrum
- genre Uvariodendron
- genre Uvariopsis
- genre Woodiellantha
- genre Xylopia

Selon ITIS (13 avr. 2010) :
- genre Anaxagorea A. St.-Hil.
- genre Annona L.
- genre Artabotrys R. Br.
- genre Asimina Adans.
- genre Cananga (DC.) Hook. f. & T. Thomson
- genre Deeringothamnus Small
- genre Duguetia Saint-hilaire, 1824
- genre Guatteria Ruiz & Pavón
- genre Monodora Dunal
- genre Oxandra A. Rich.
- genre Rollinia St.-Hil.
- genre Stelechocarpus (Blume) Hook. & Thomson
- genre Xylopia L.

## Galeries

Dasymaschalon, Jardin botanique de la reine Sirikit, Thaïlande
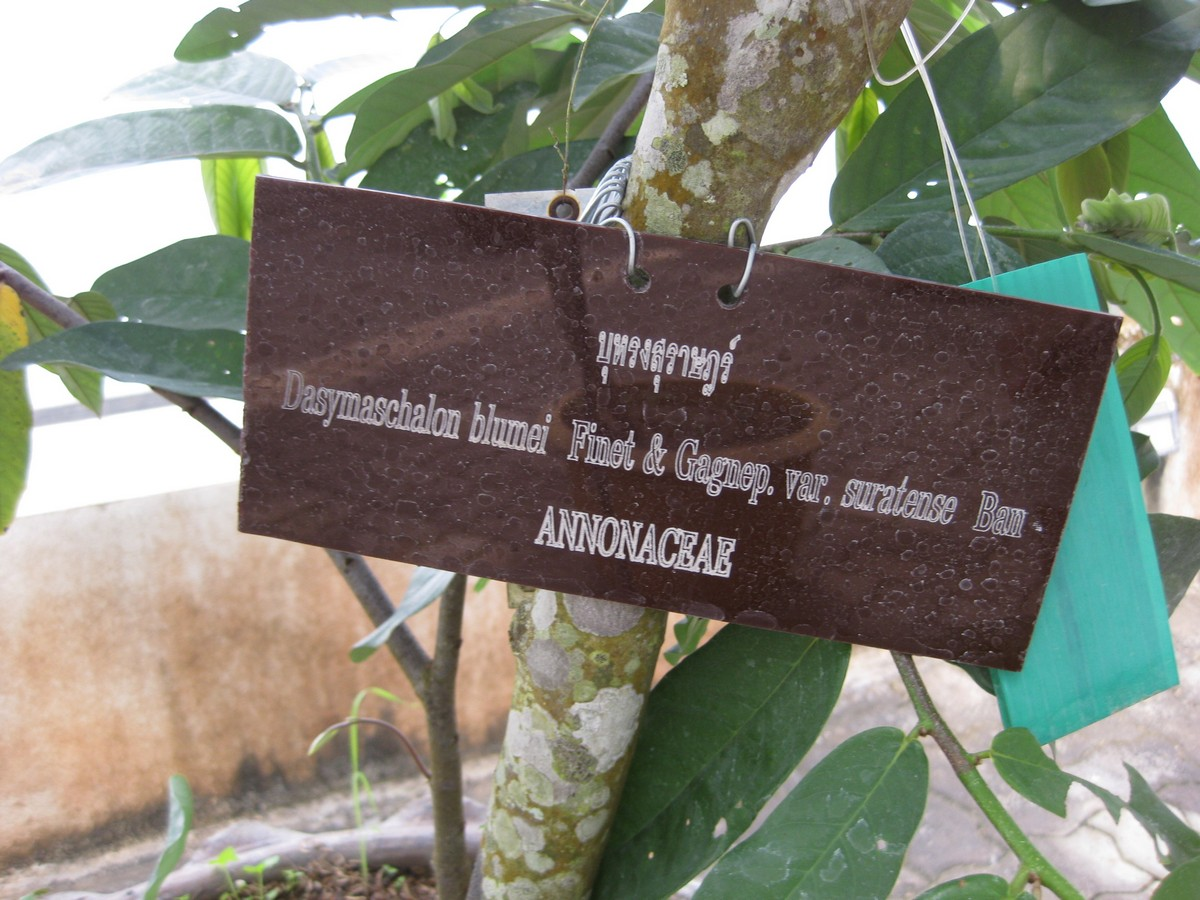
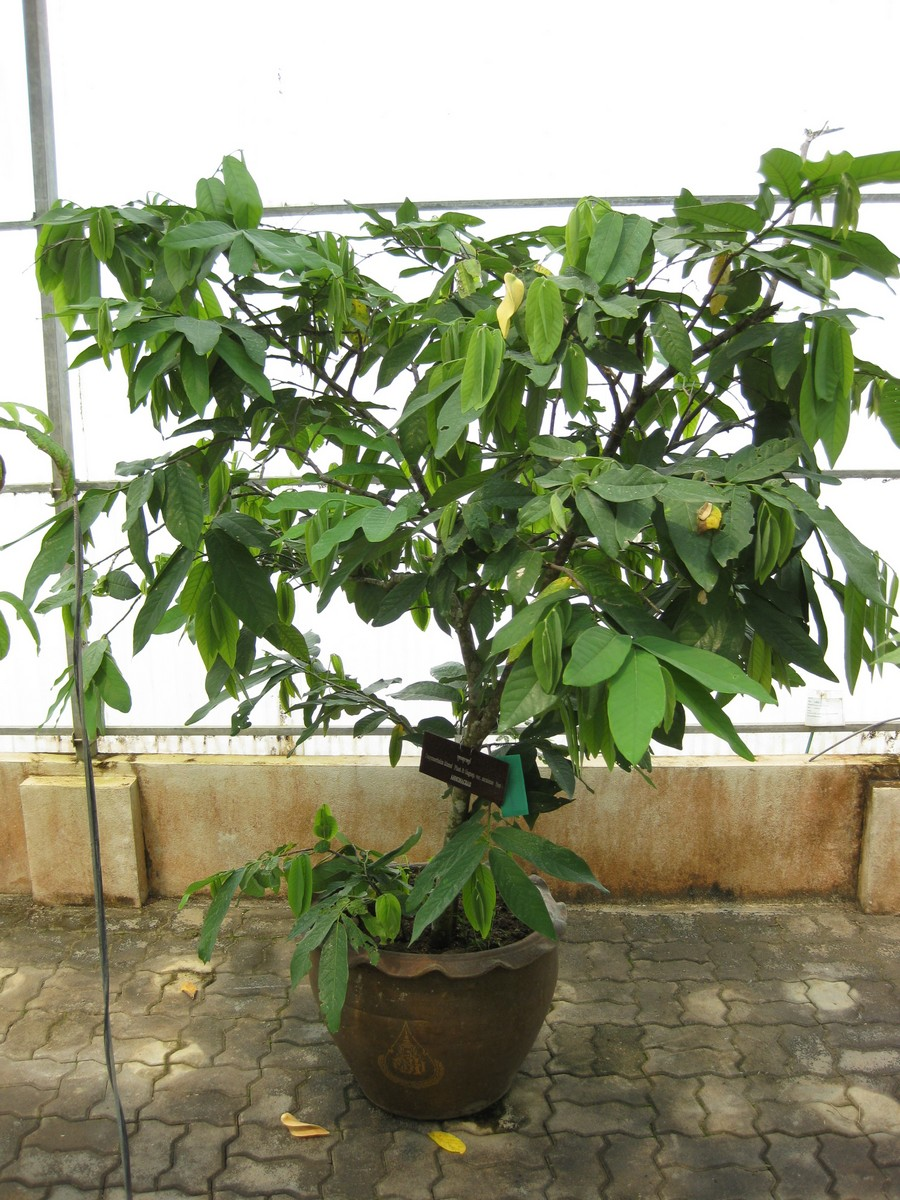
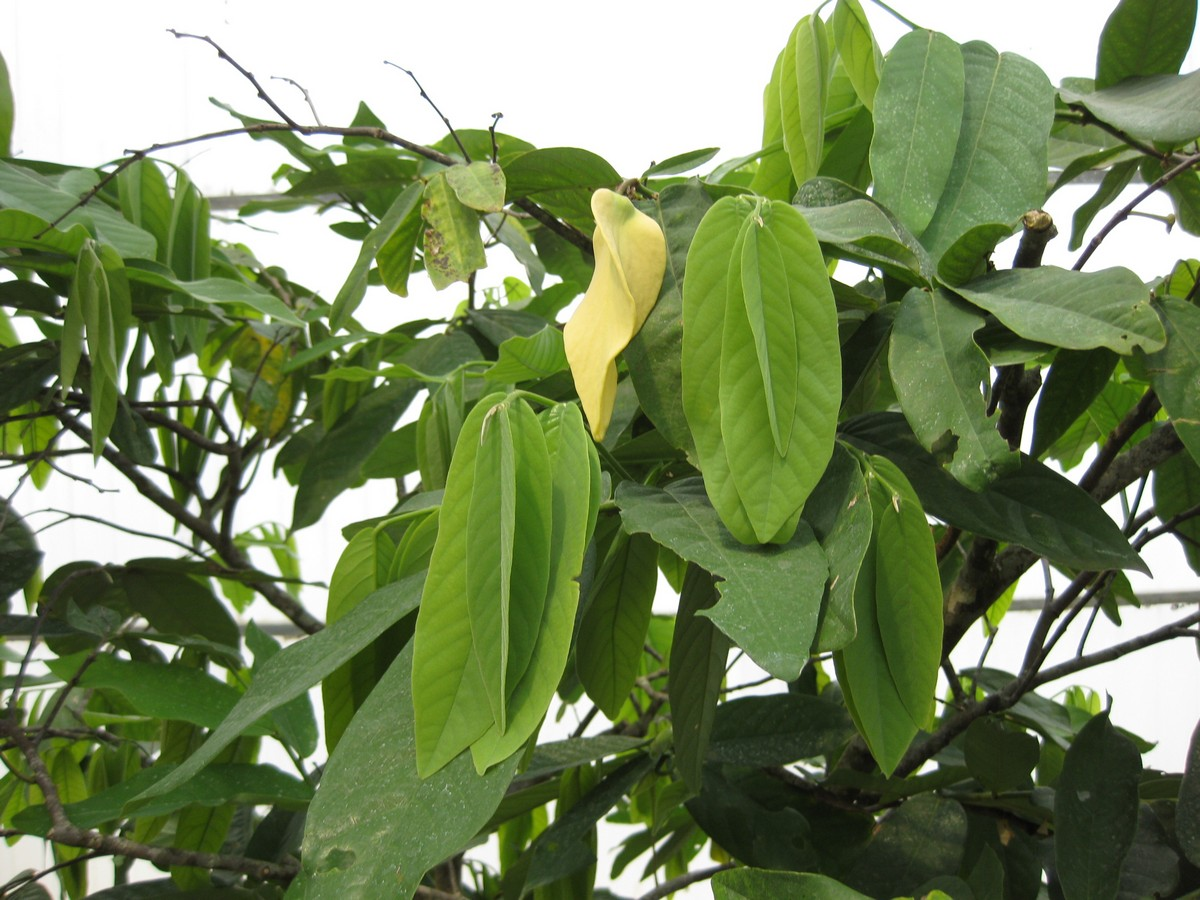
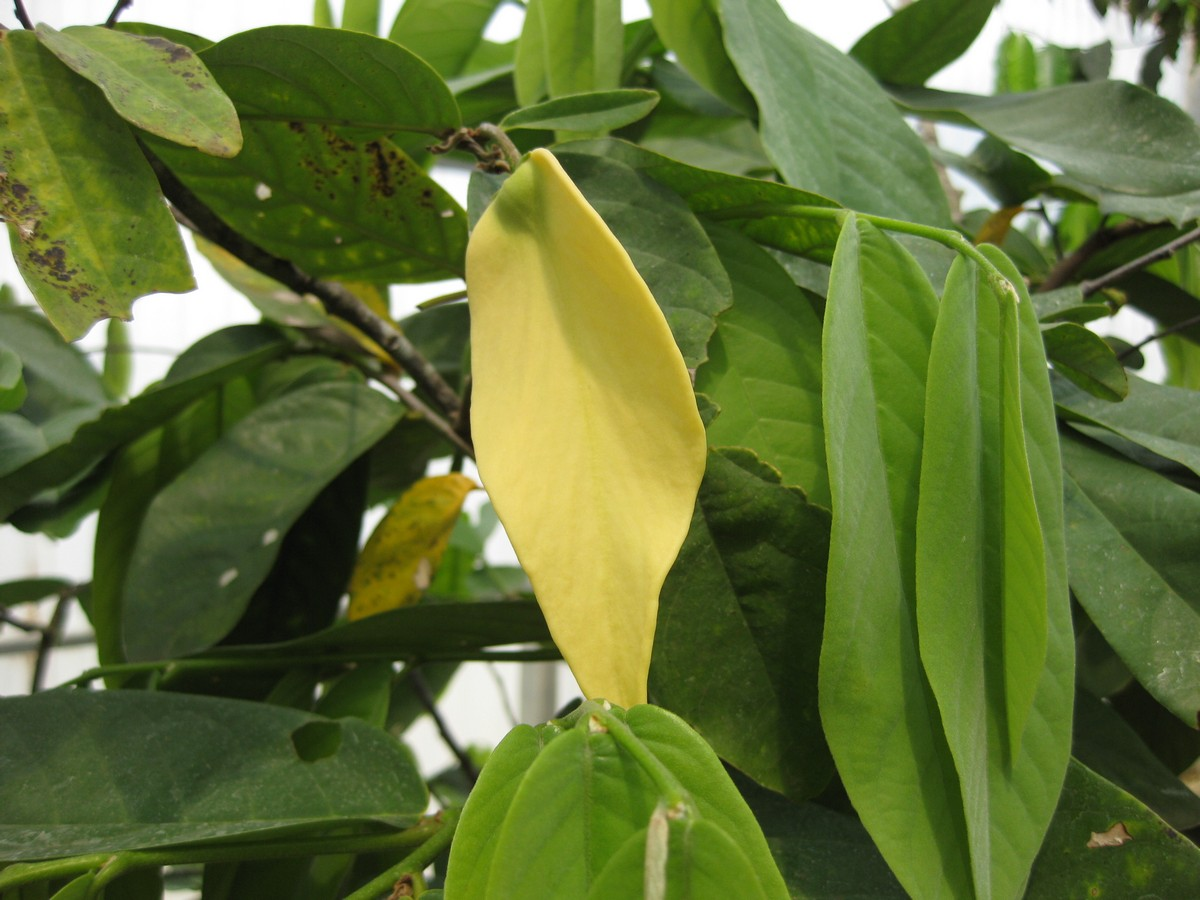

Enicosanthum, Jardin botanique de la reine Sirikit, Thaïlande
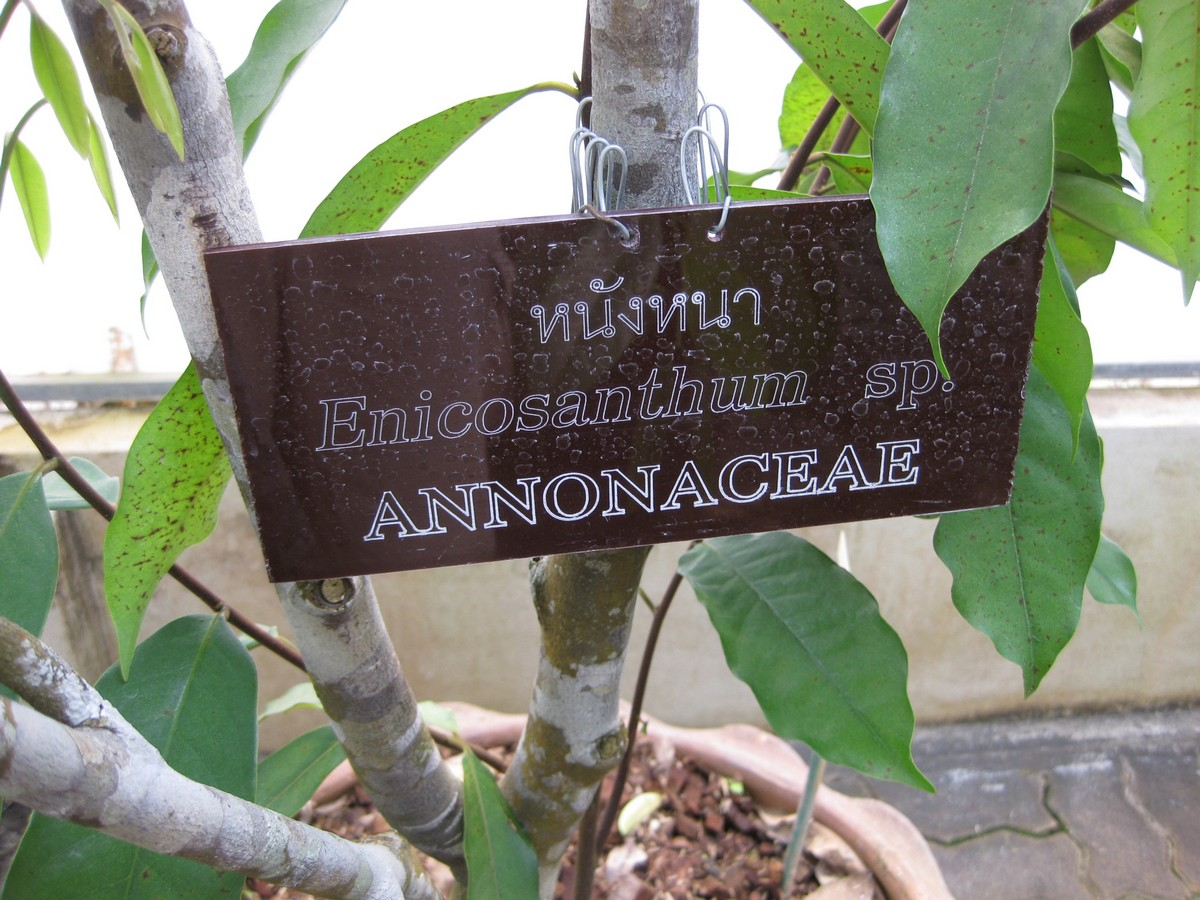
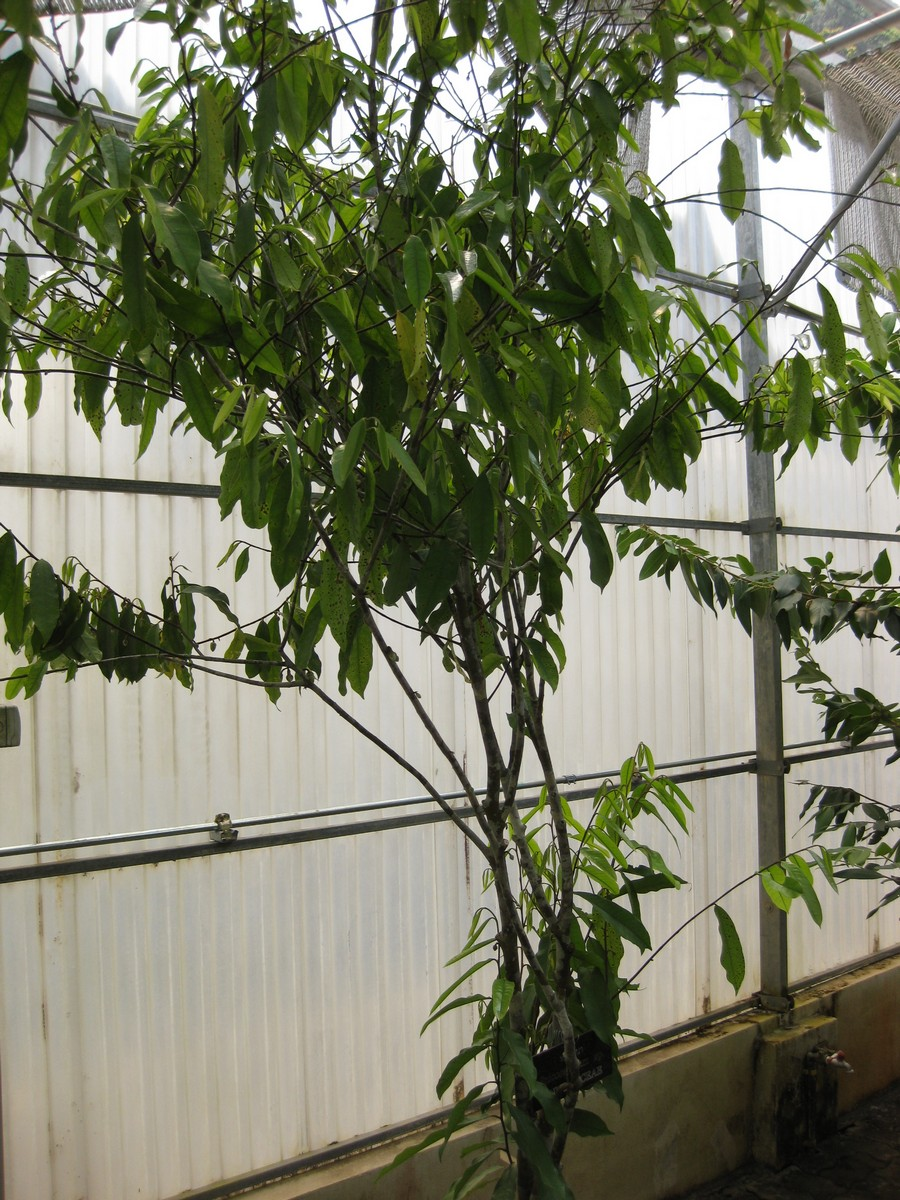
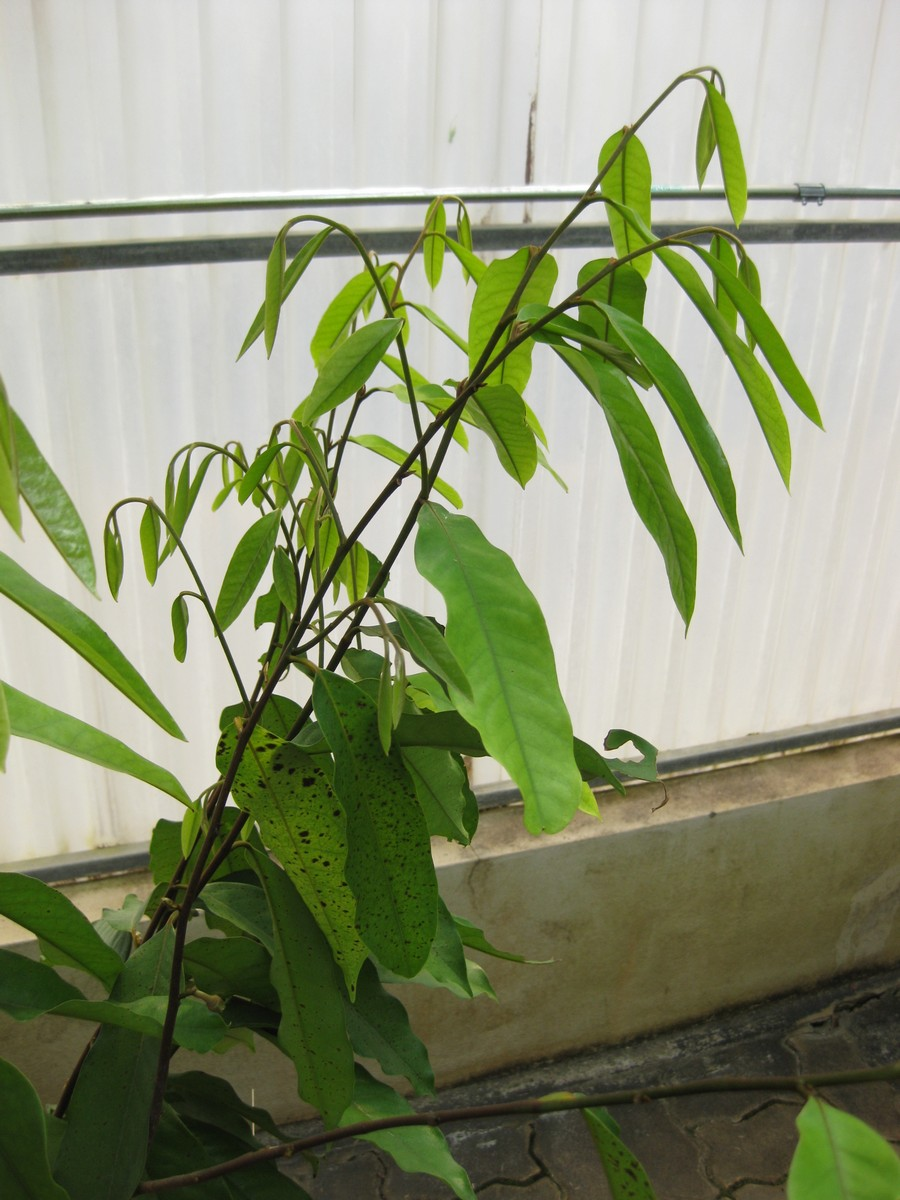
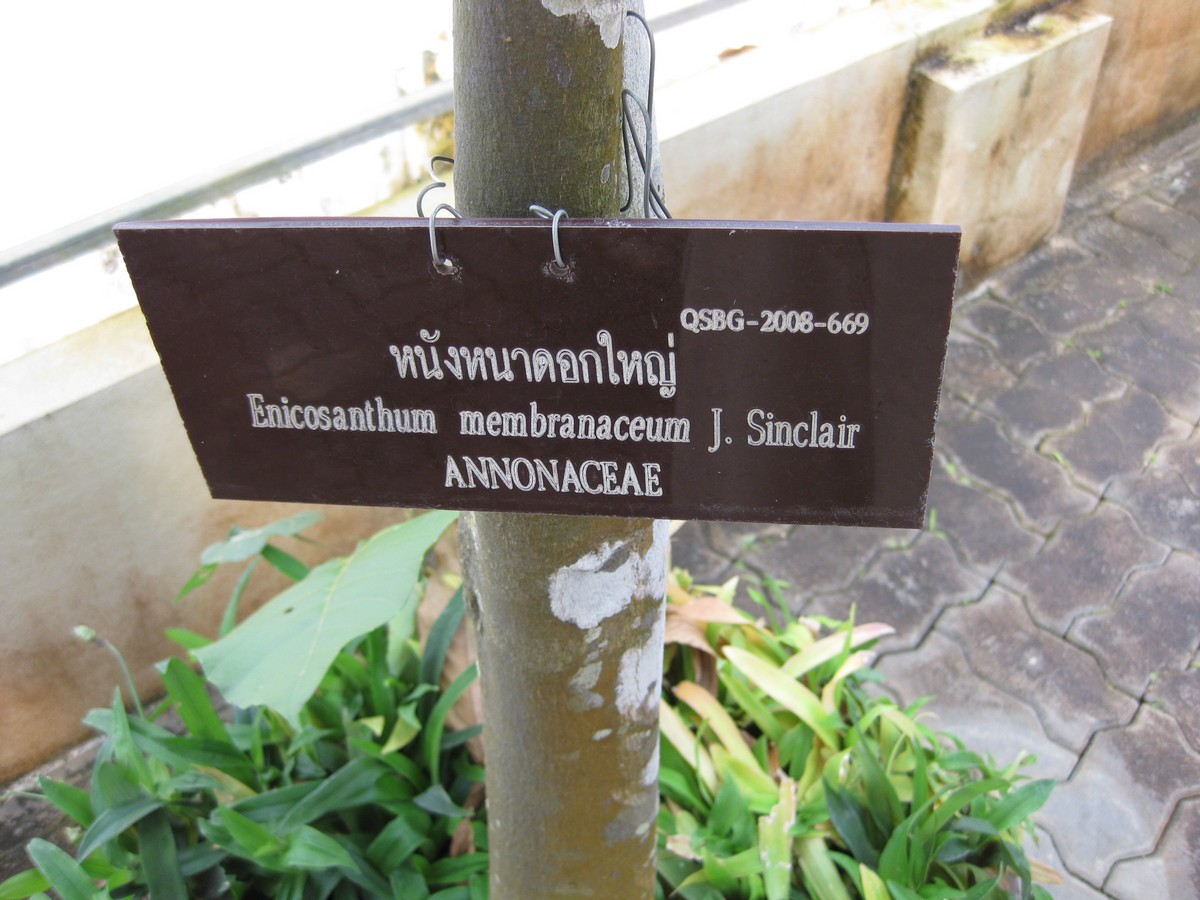
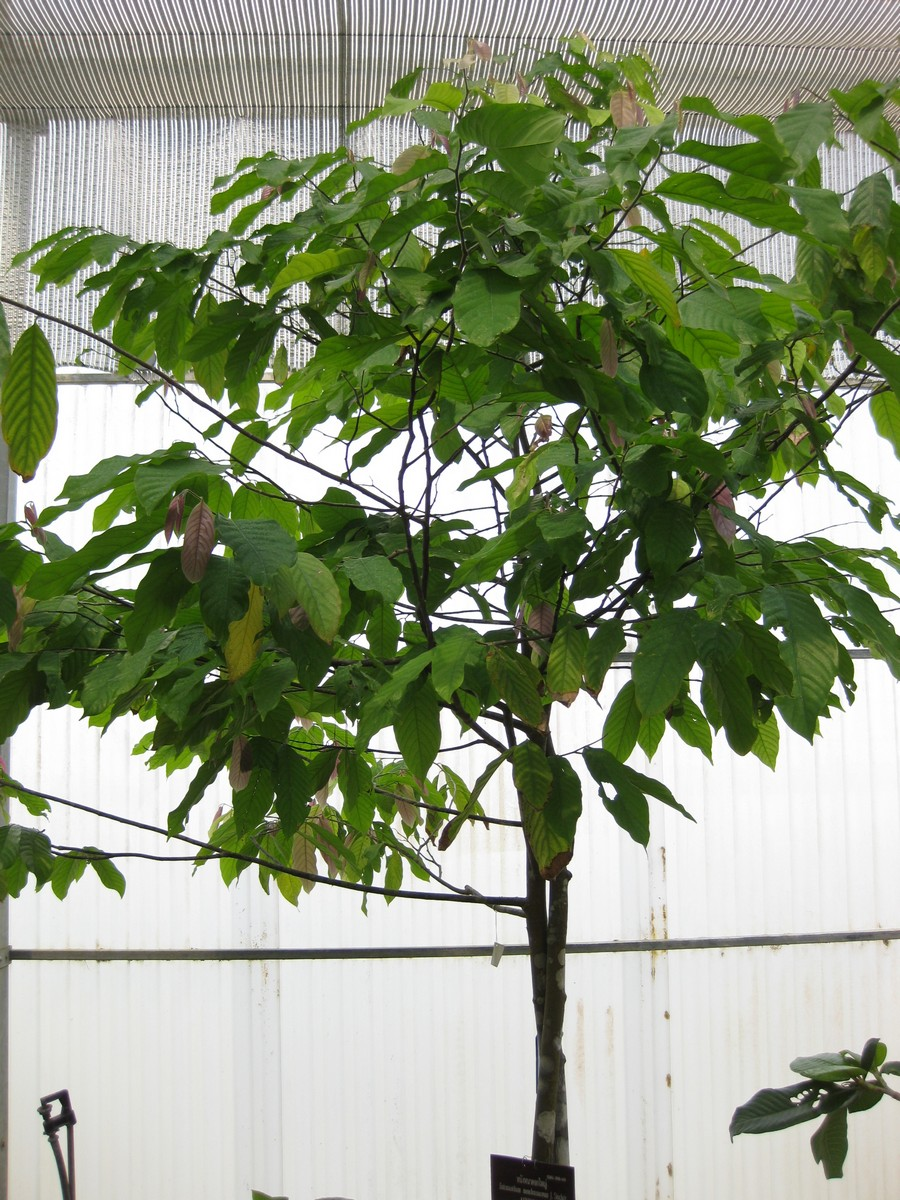
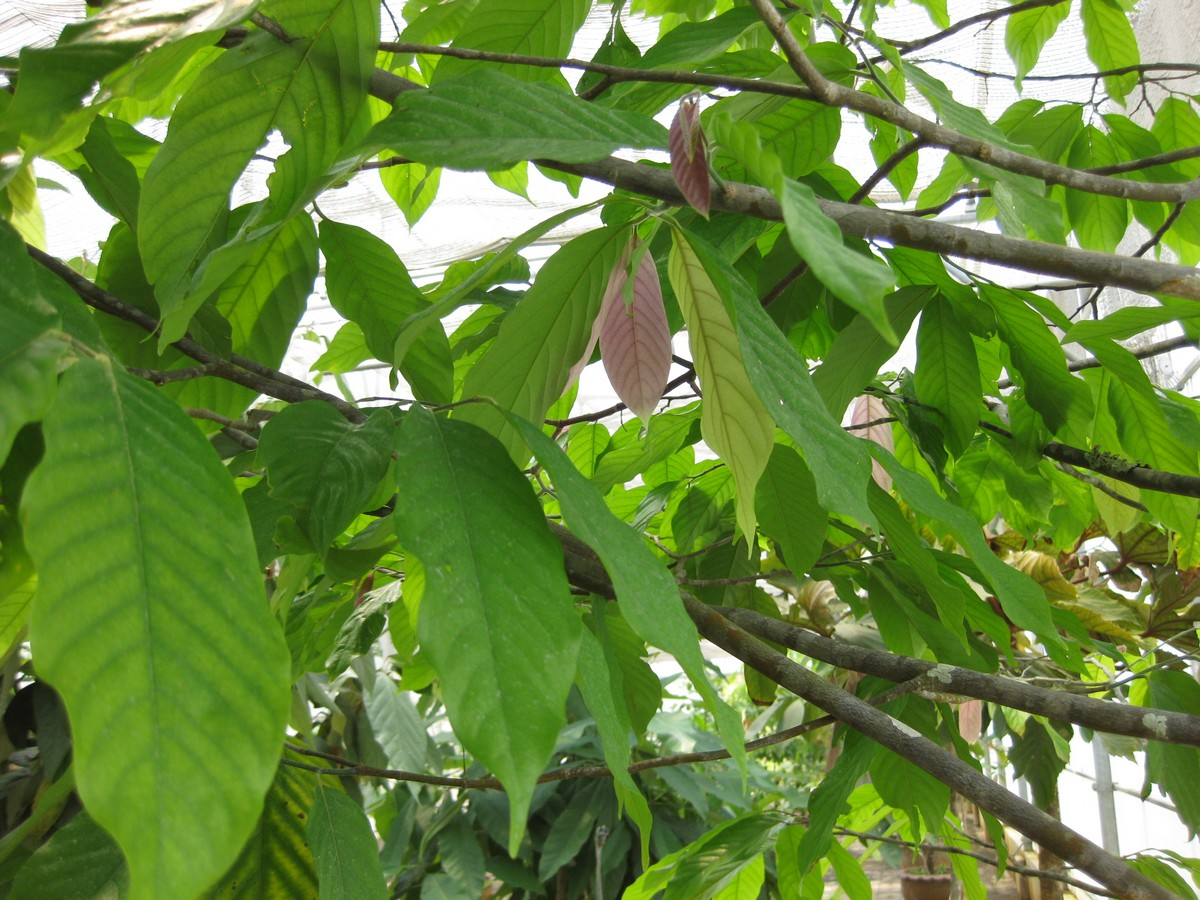

Goniathalamus, Jardin botanique de la reine Sirikit, Thaïlande
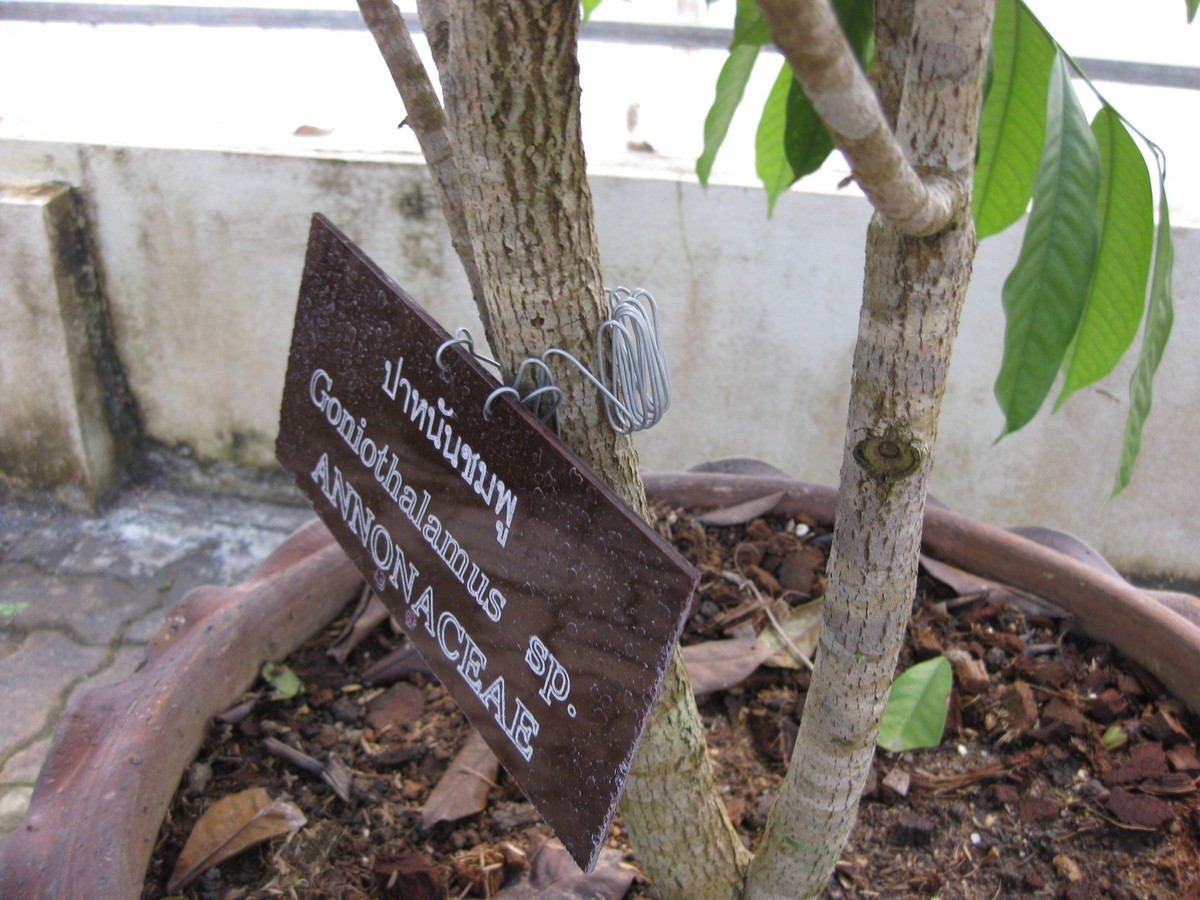
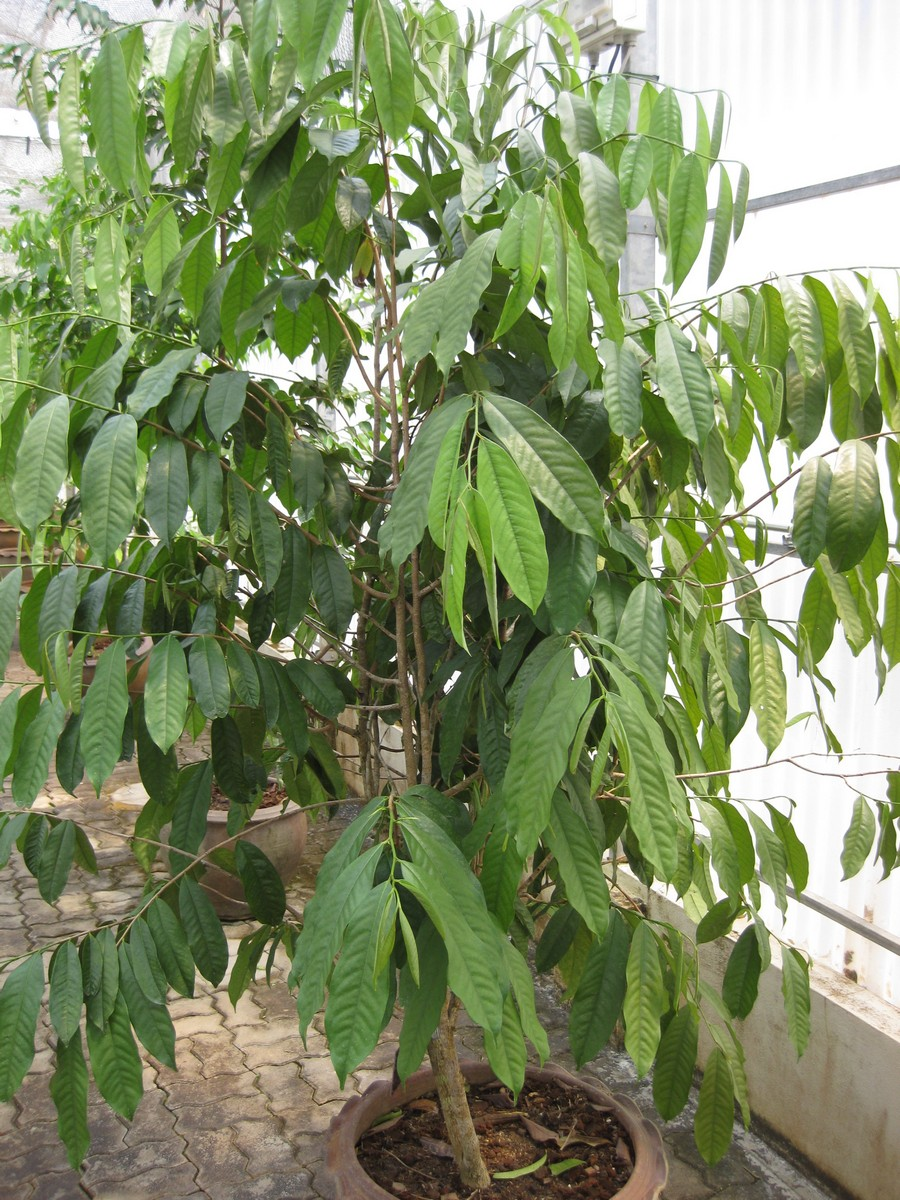
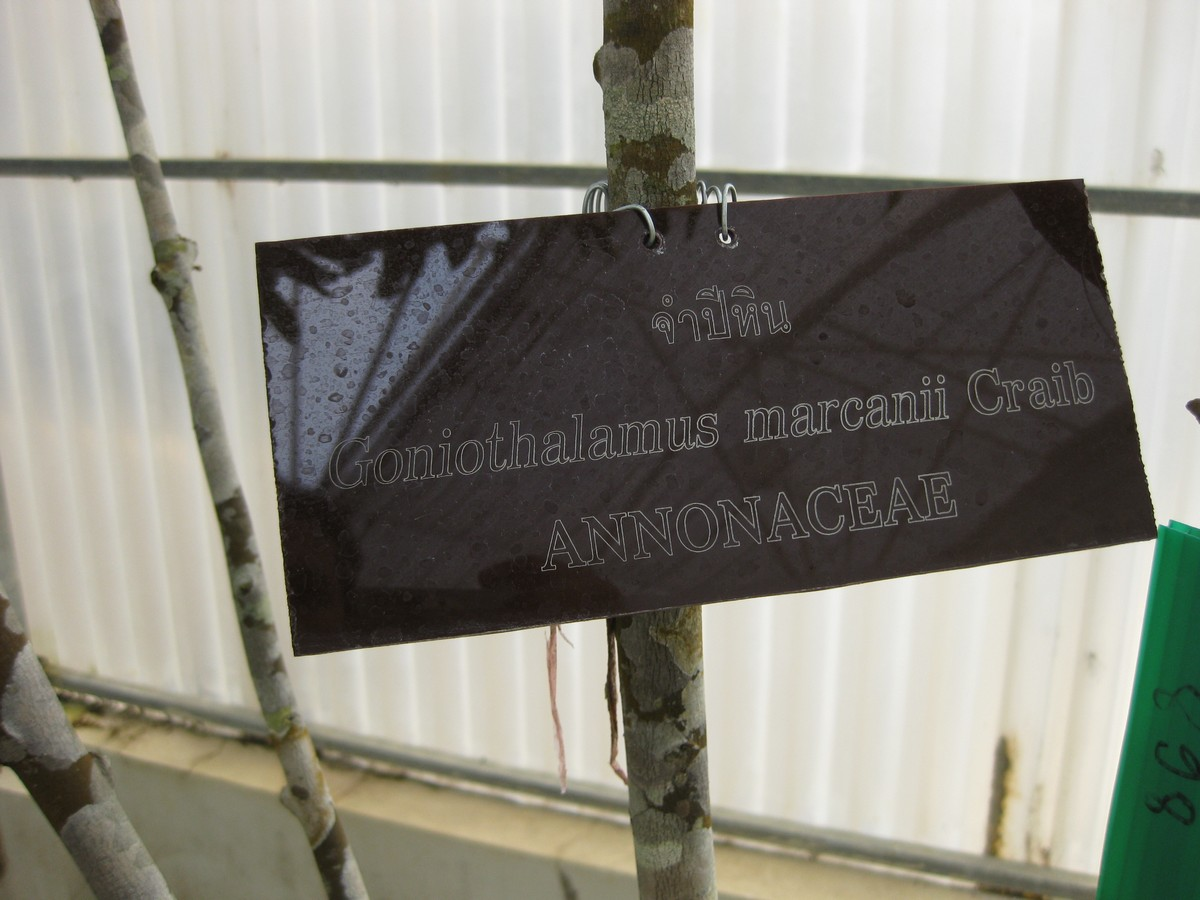
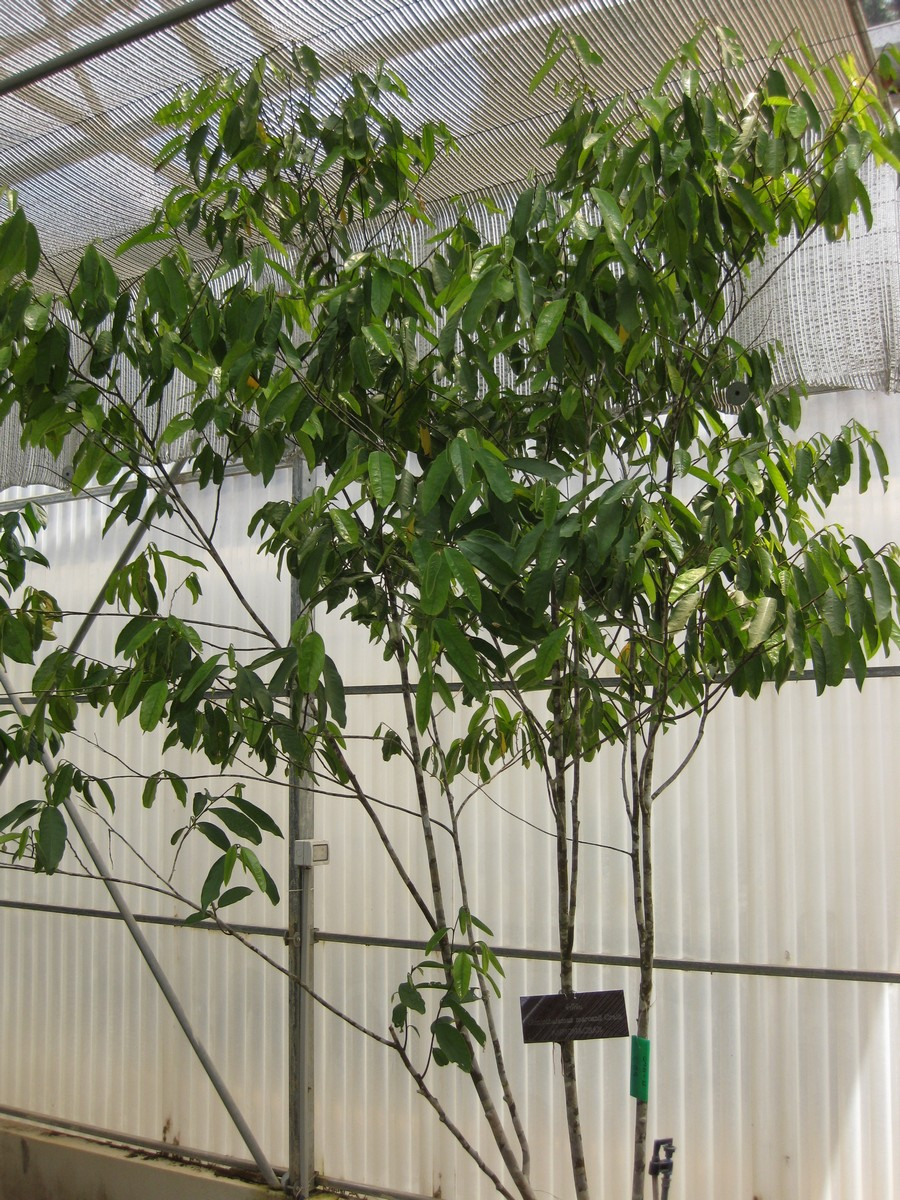
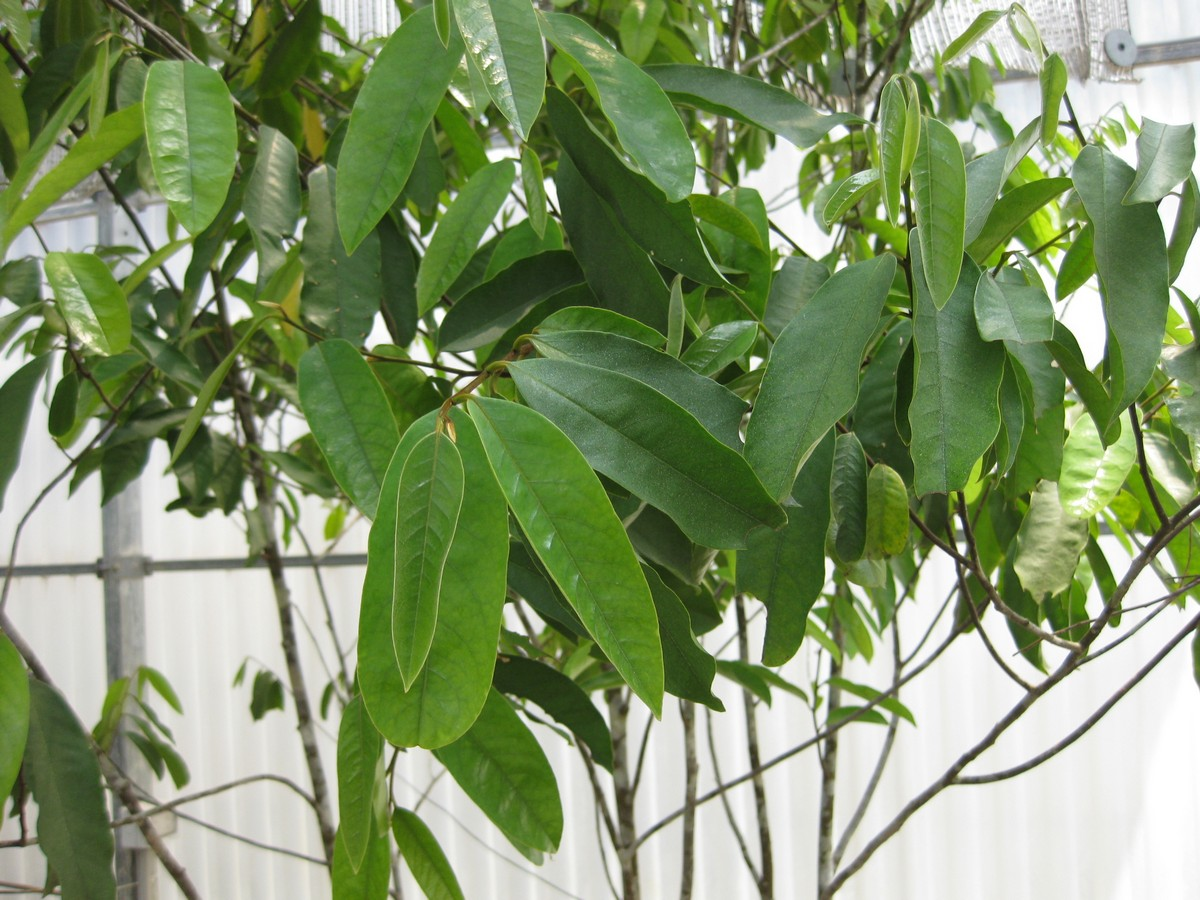
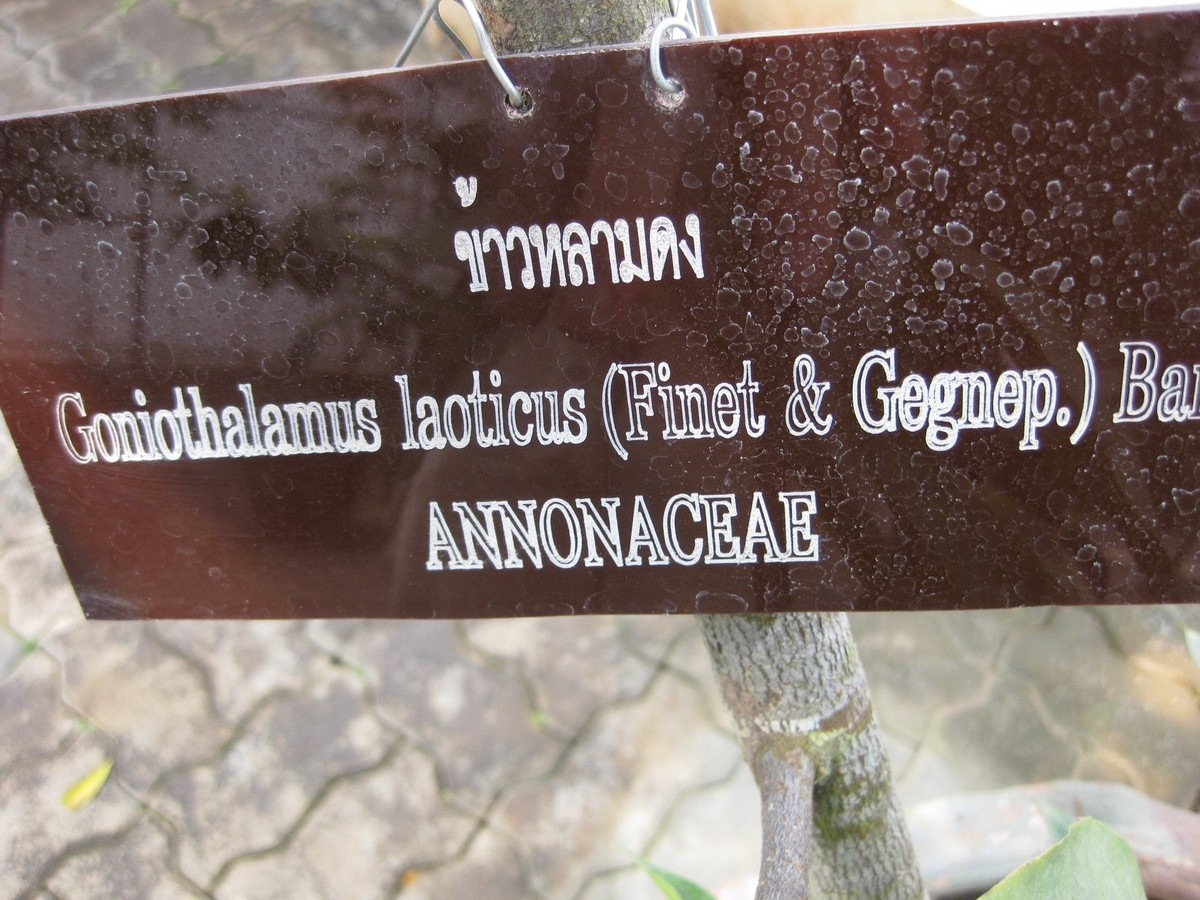
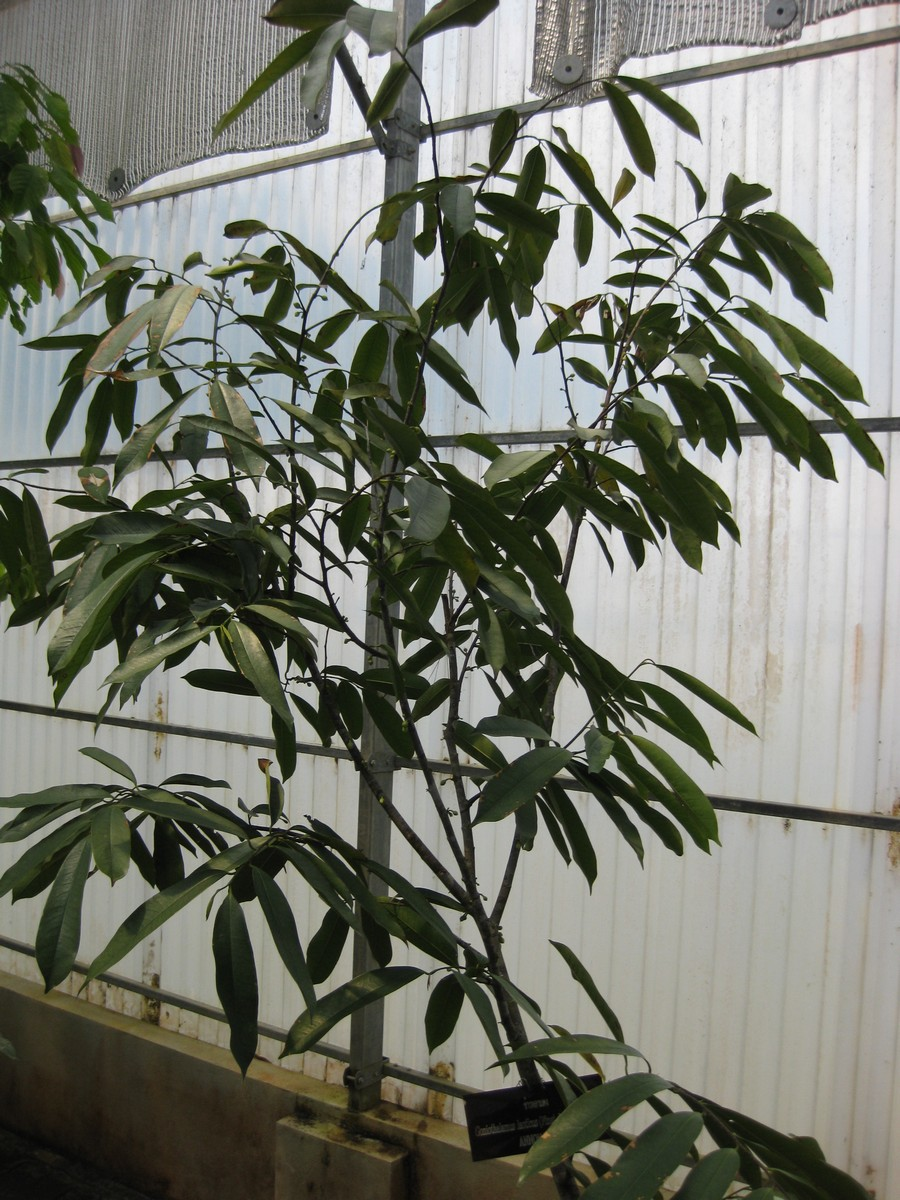
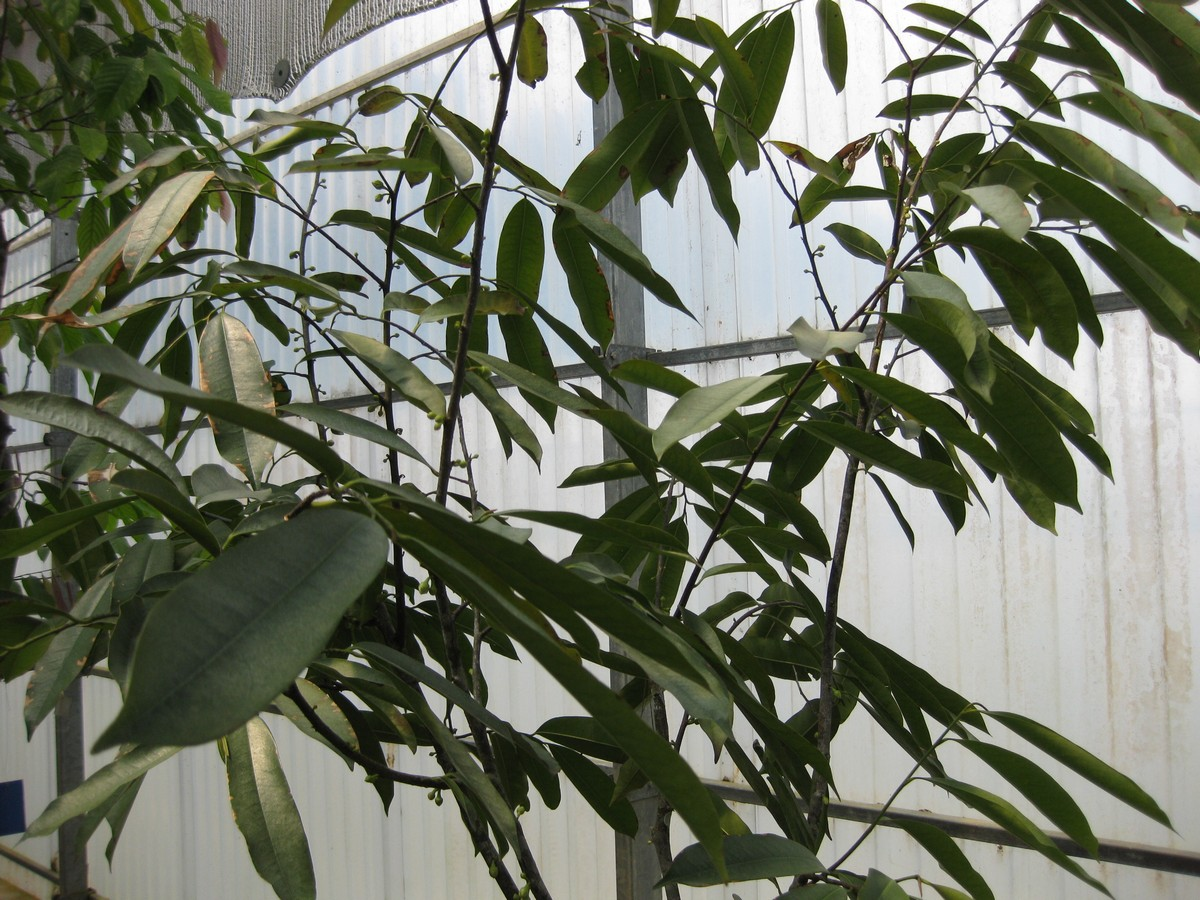
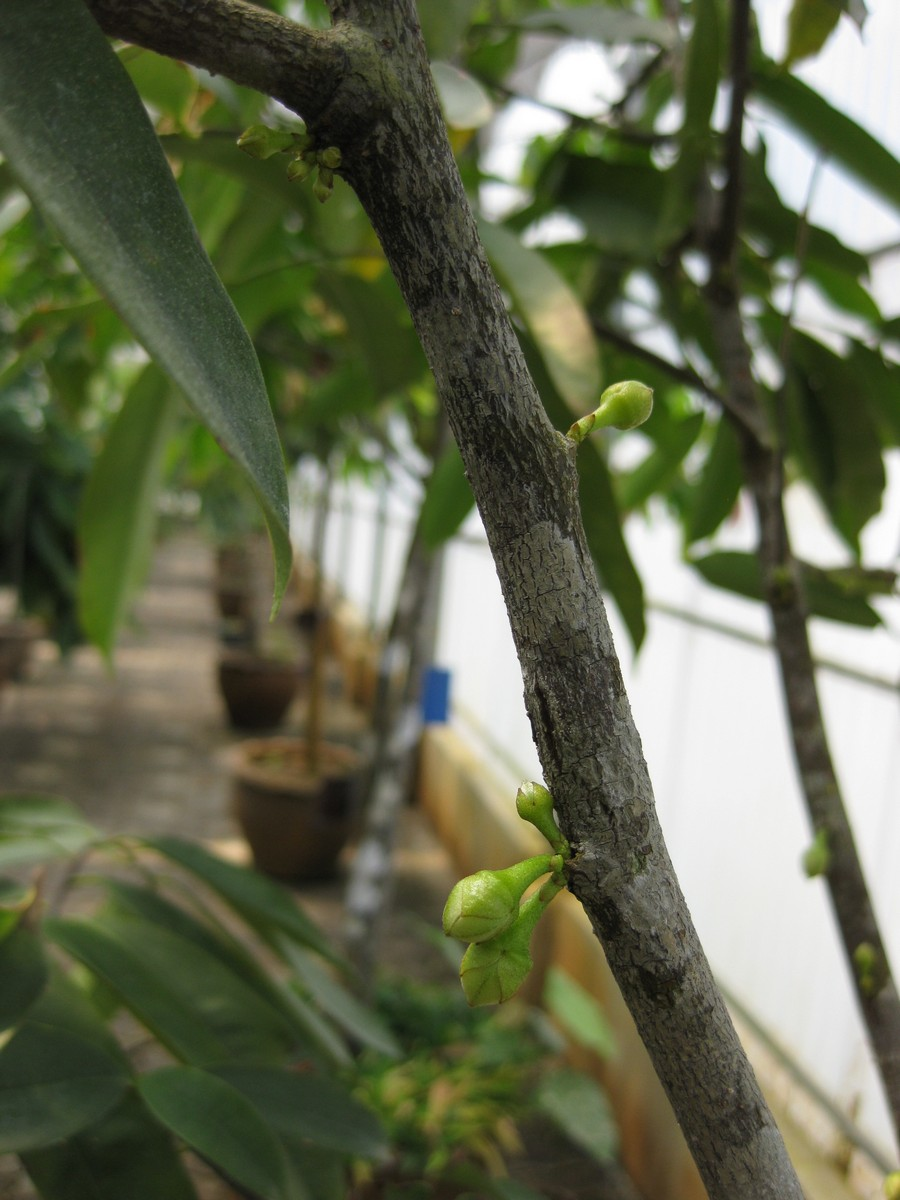
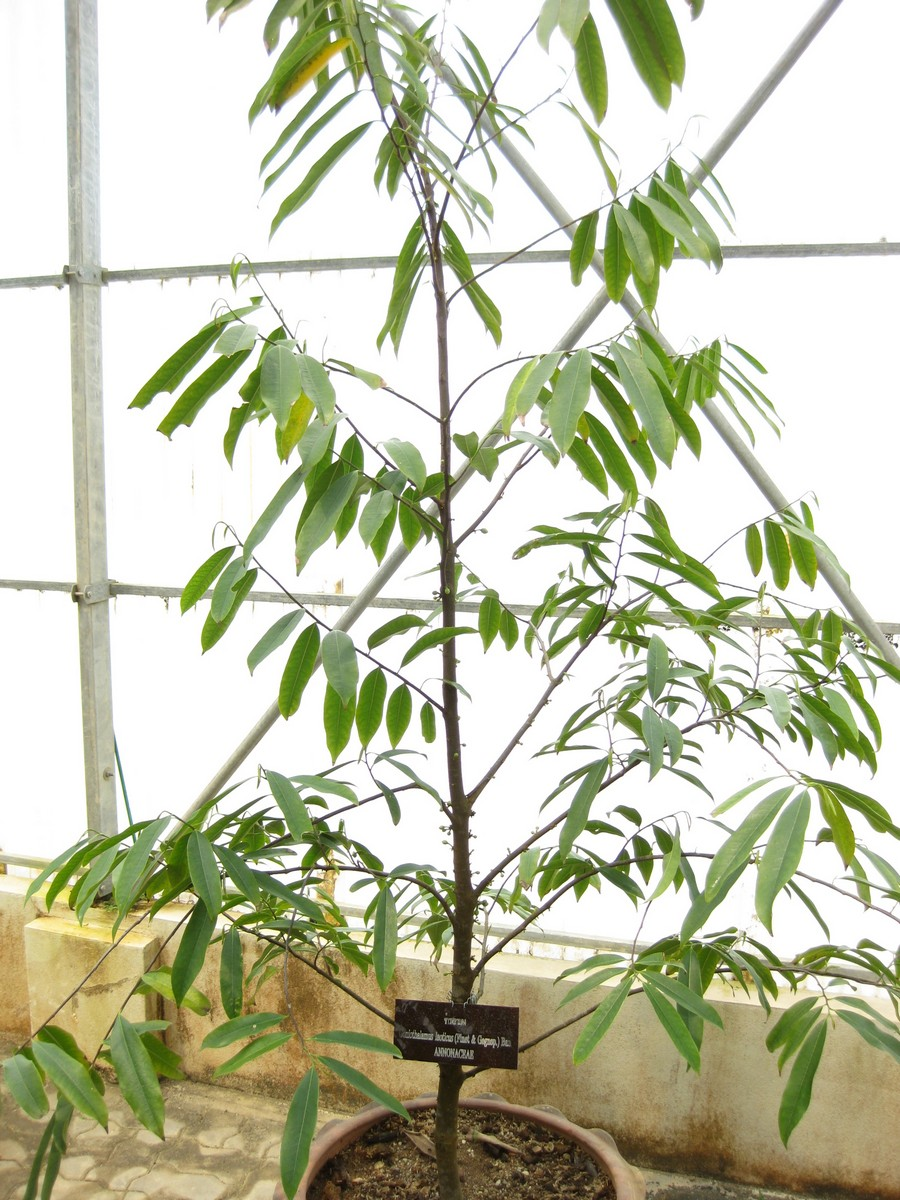
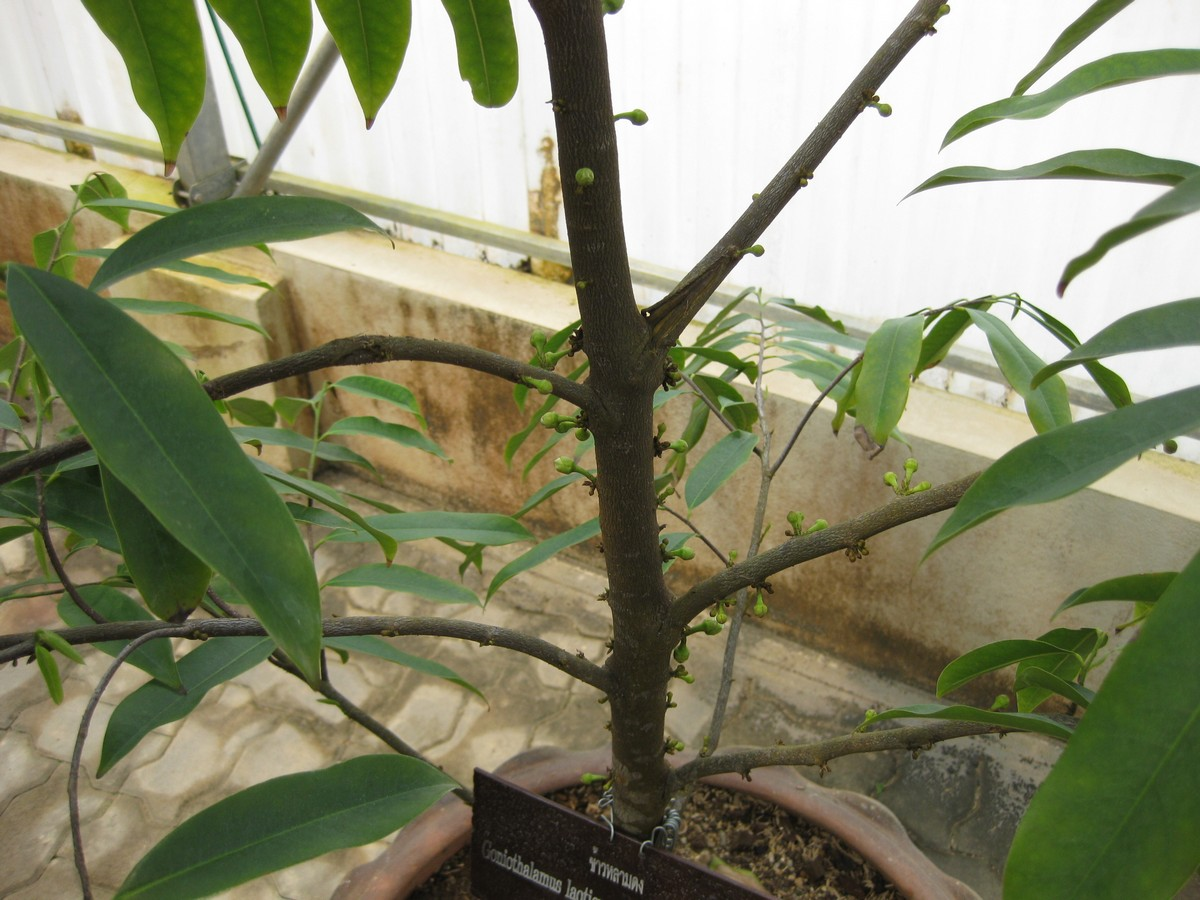
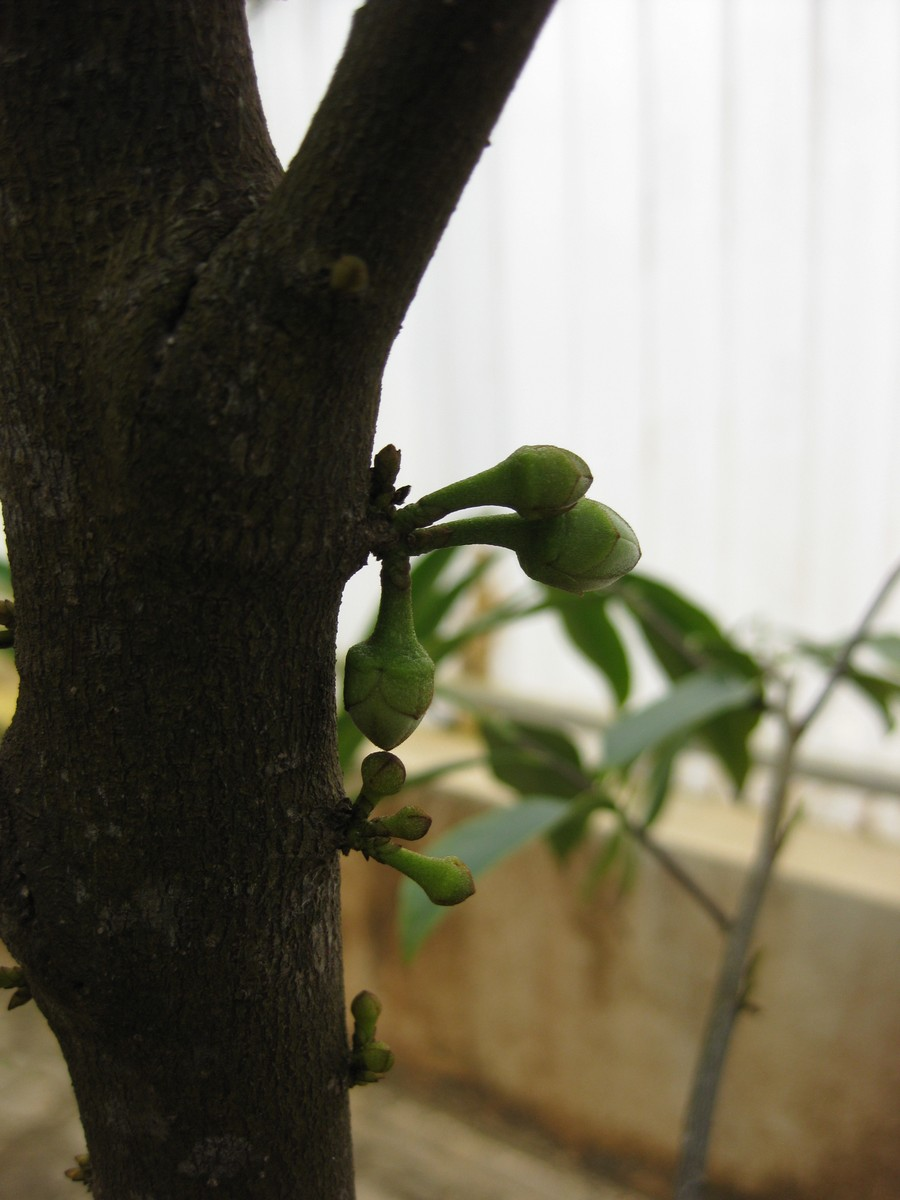
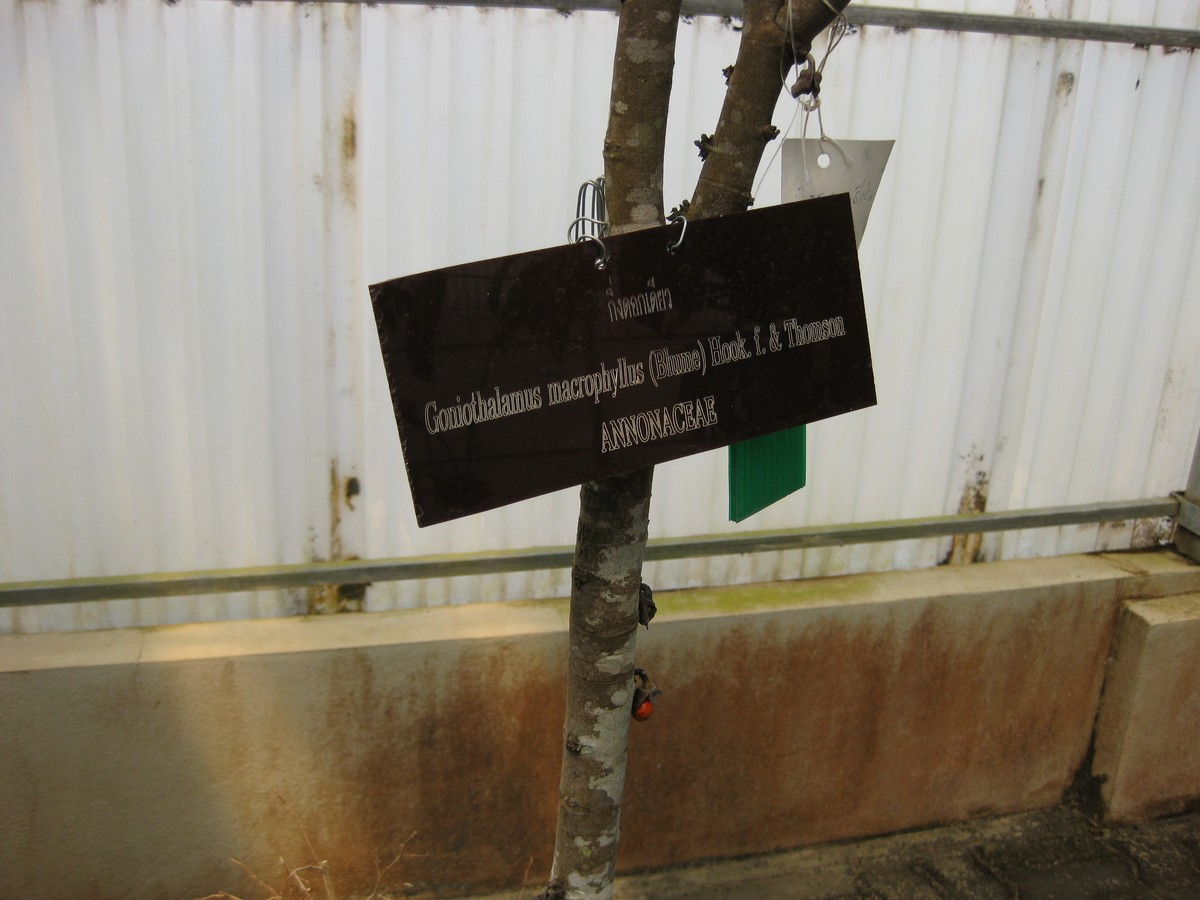
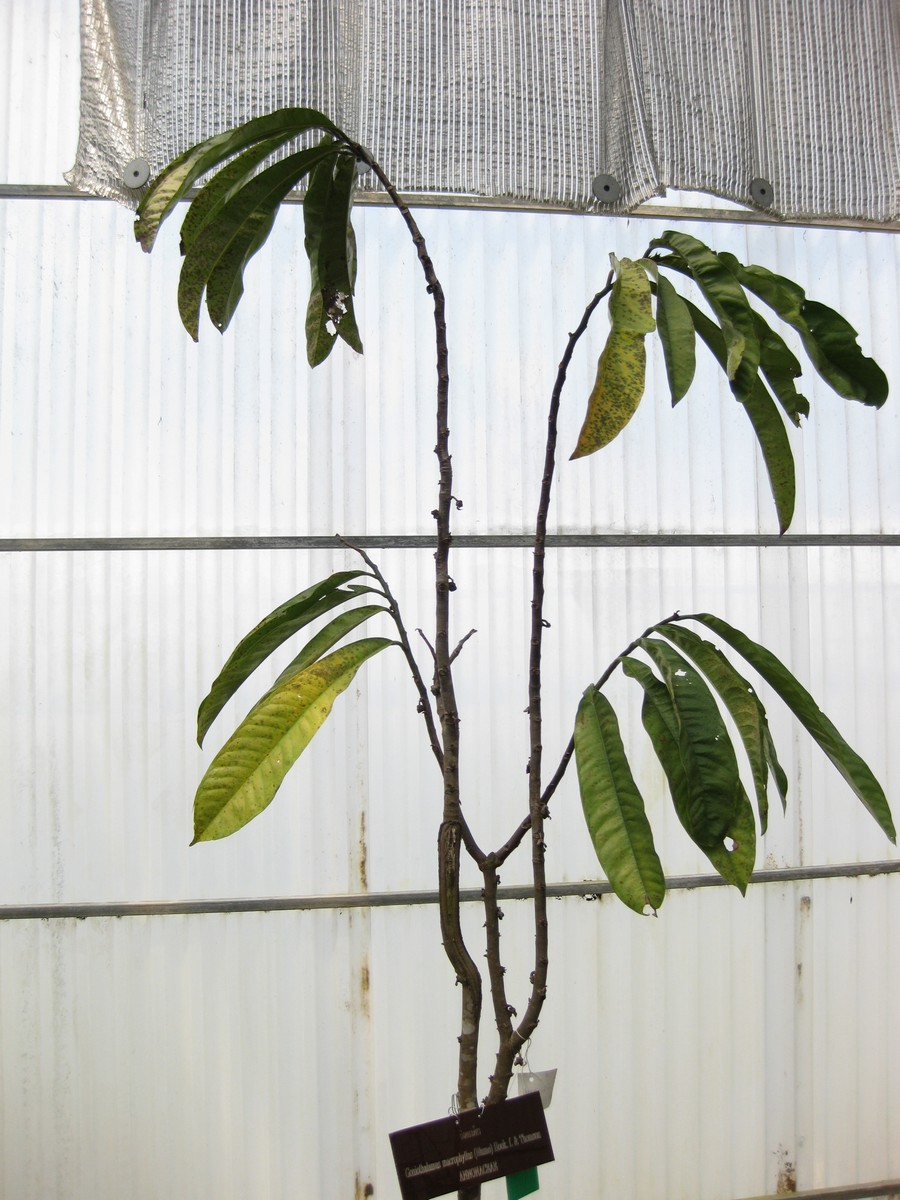

Miliusa, Jardin botanique de la reine Sirikit, Thaïlande
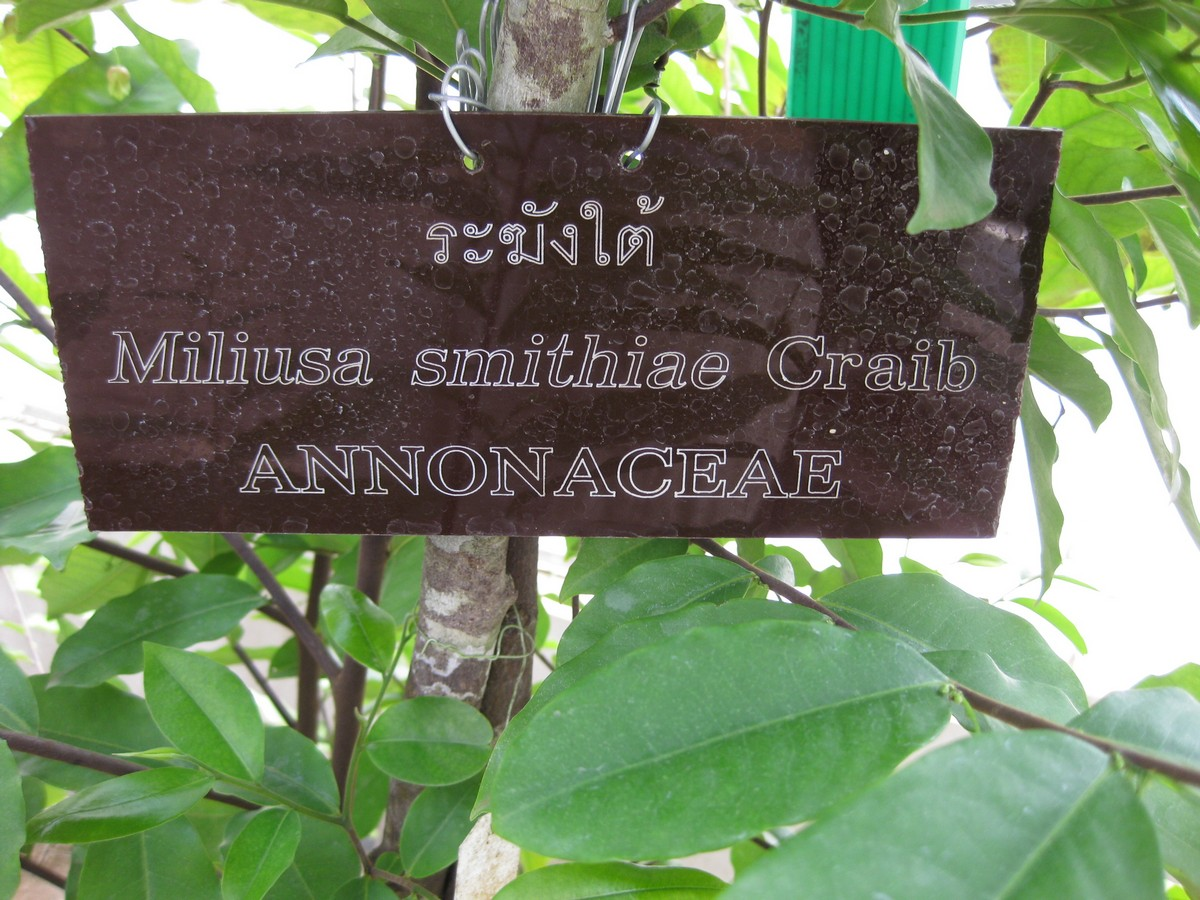
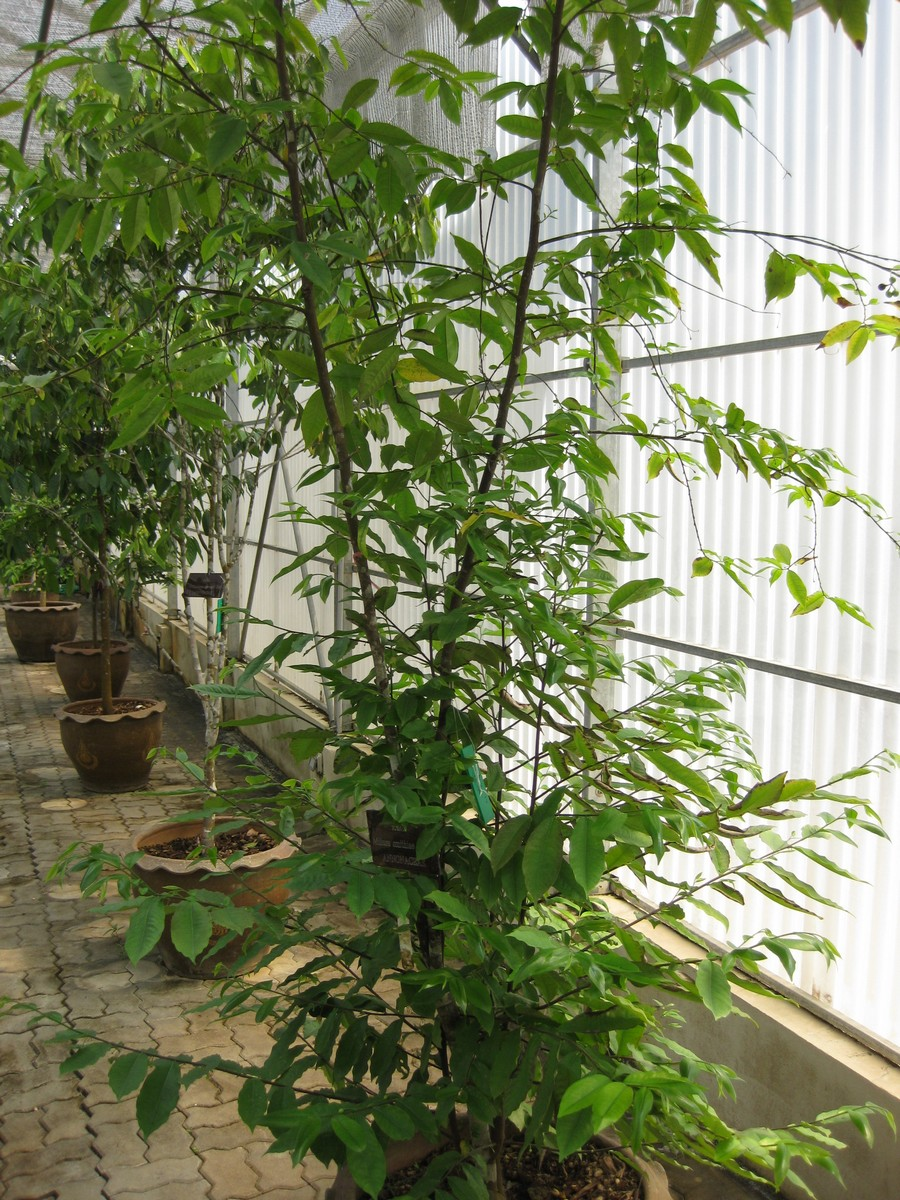
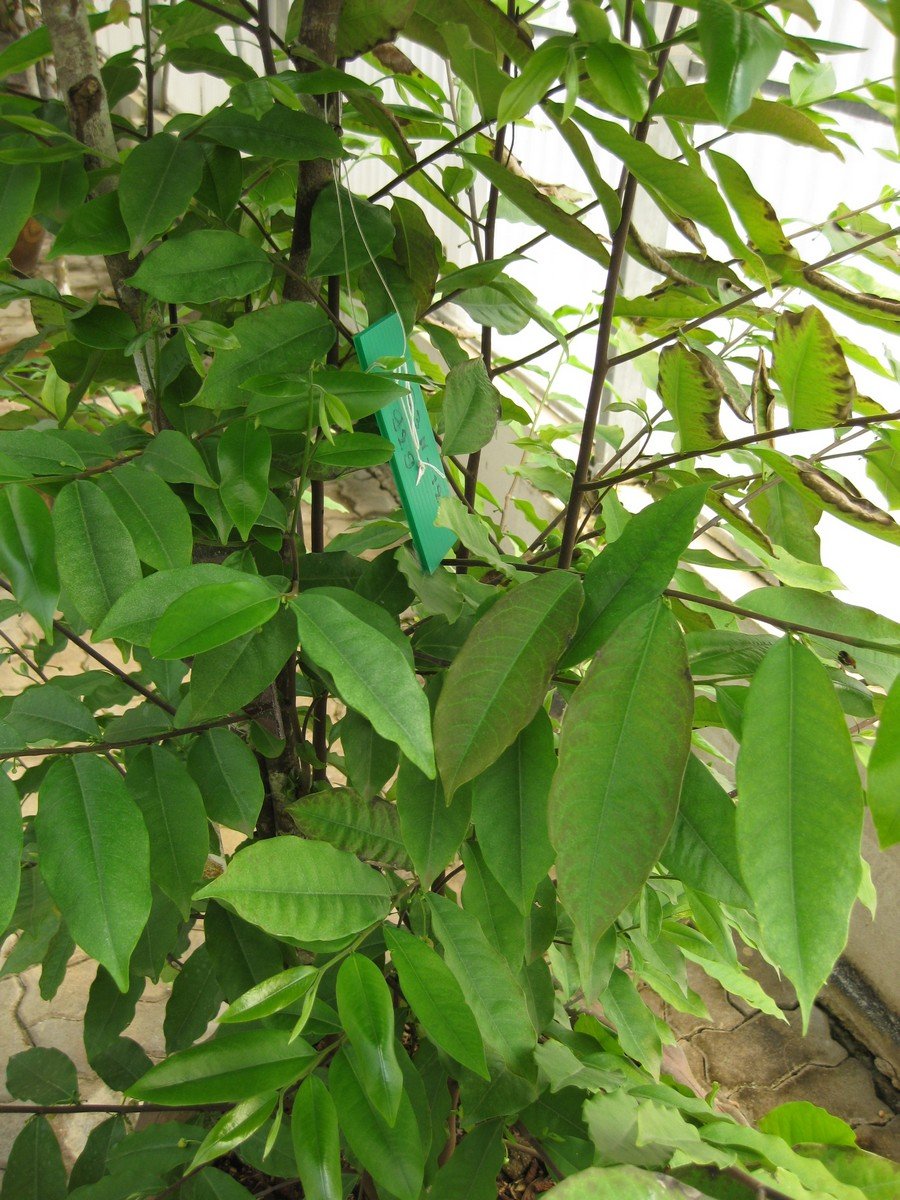
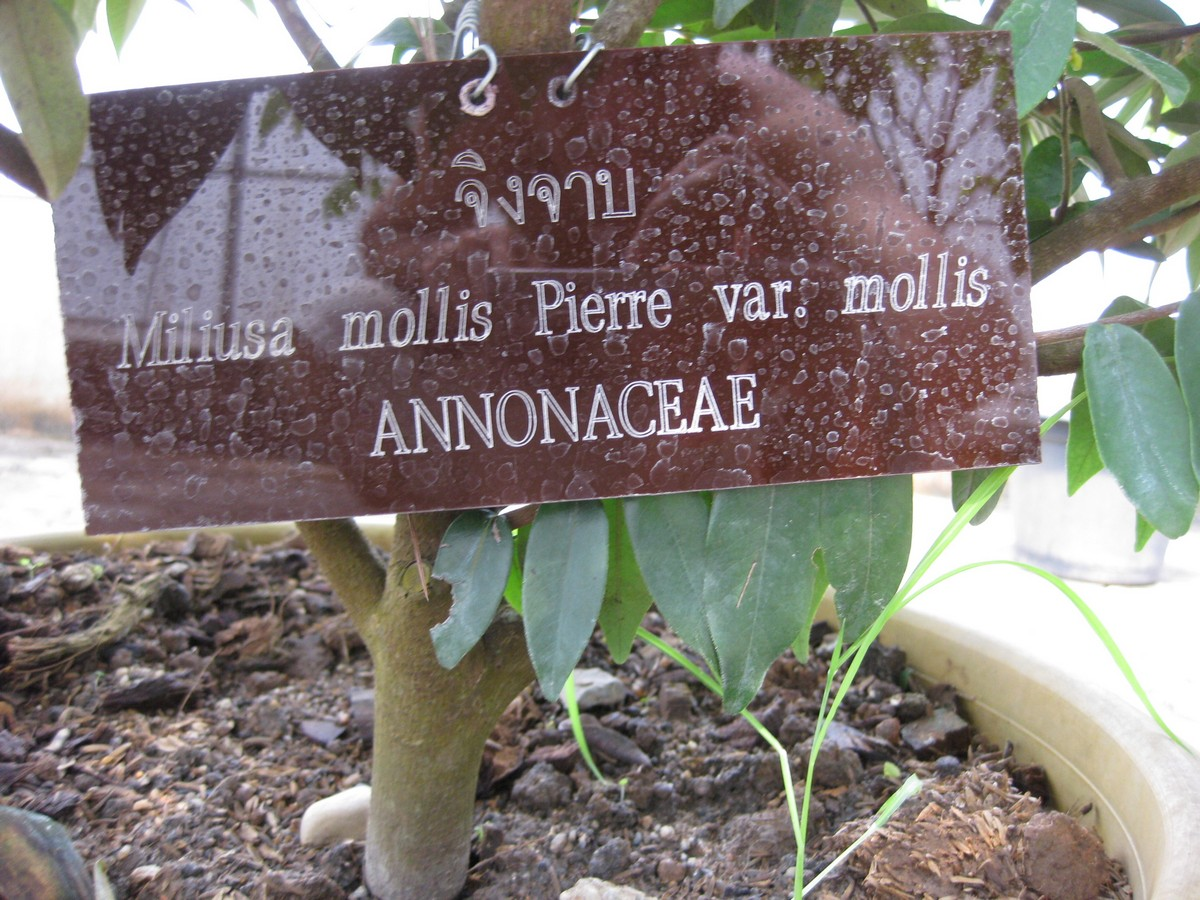
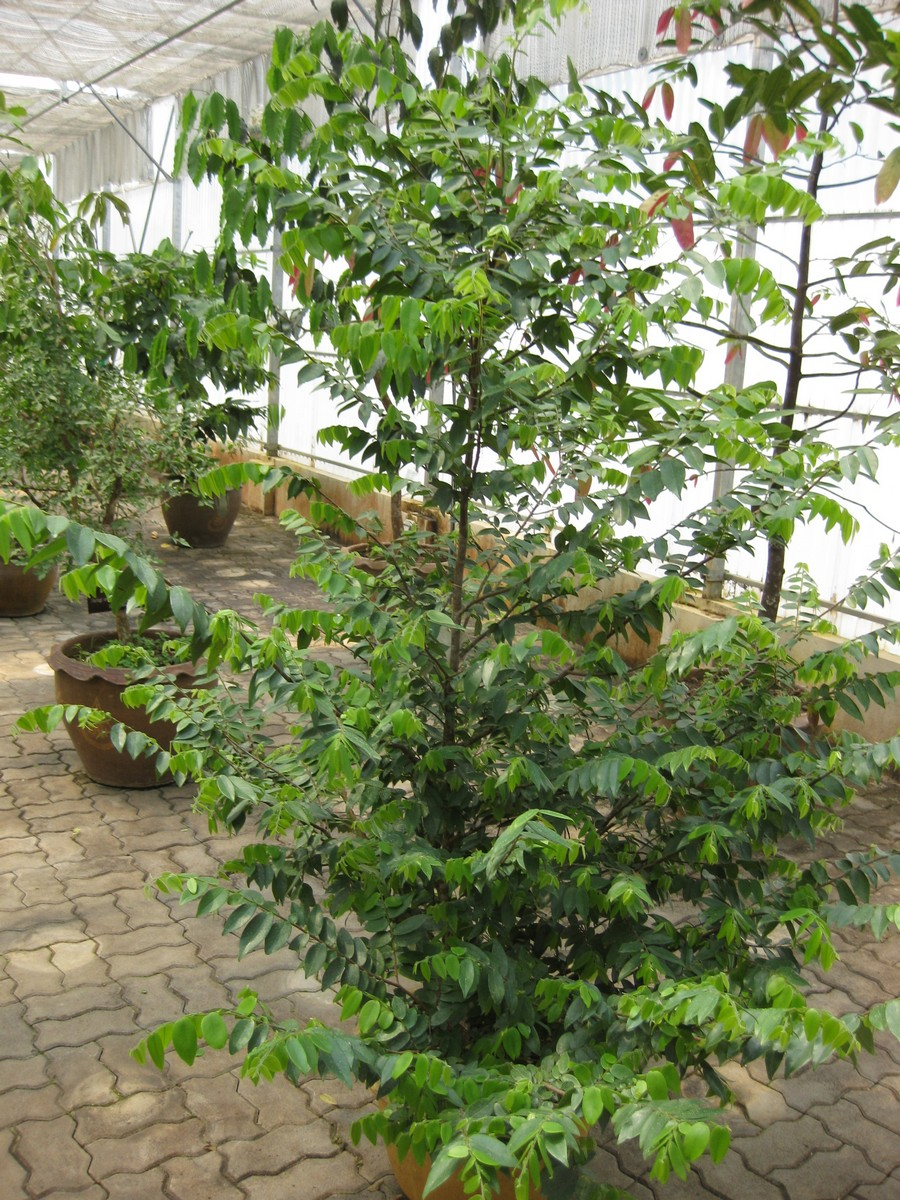
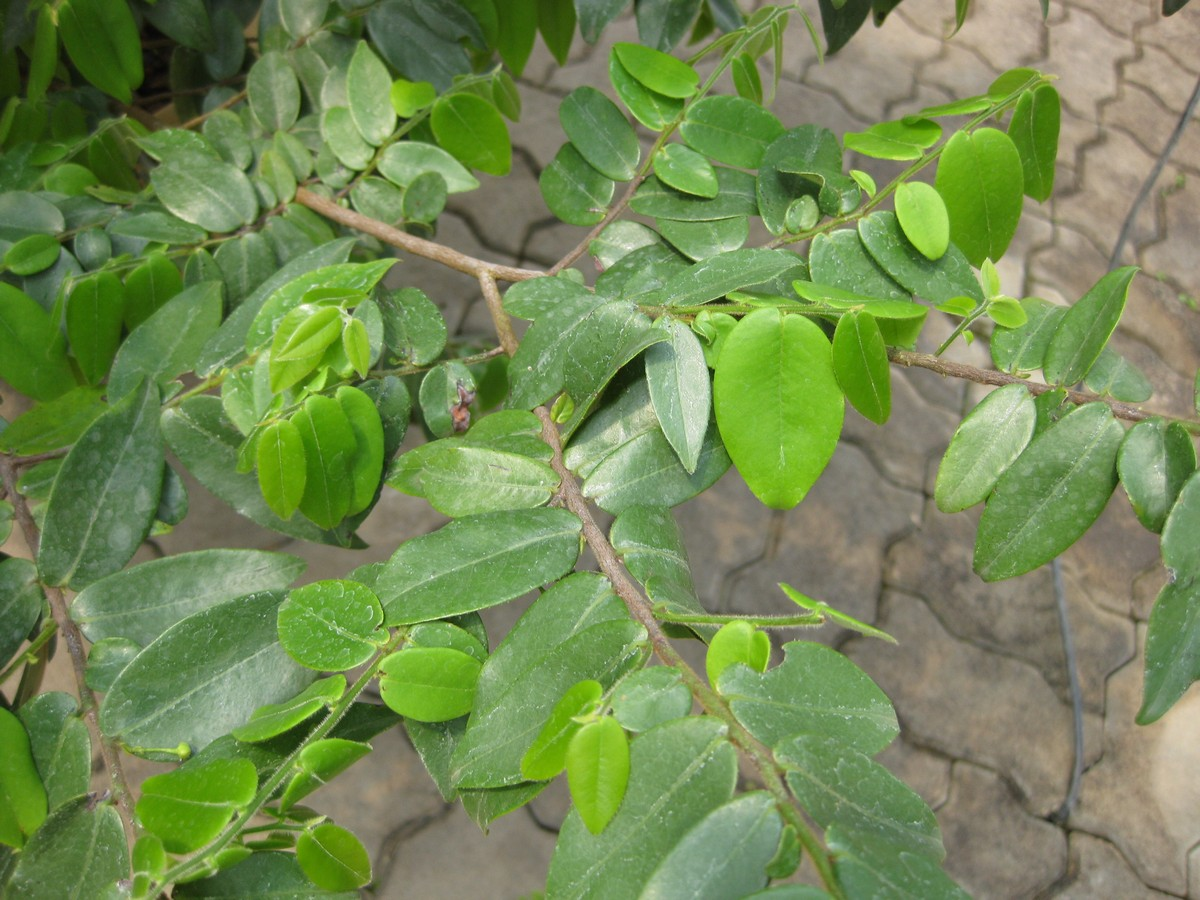

Mitrephora, Jardin botanique de la reine Sirikit, Thaïlande
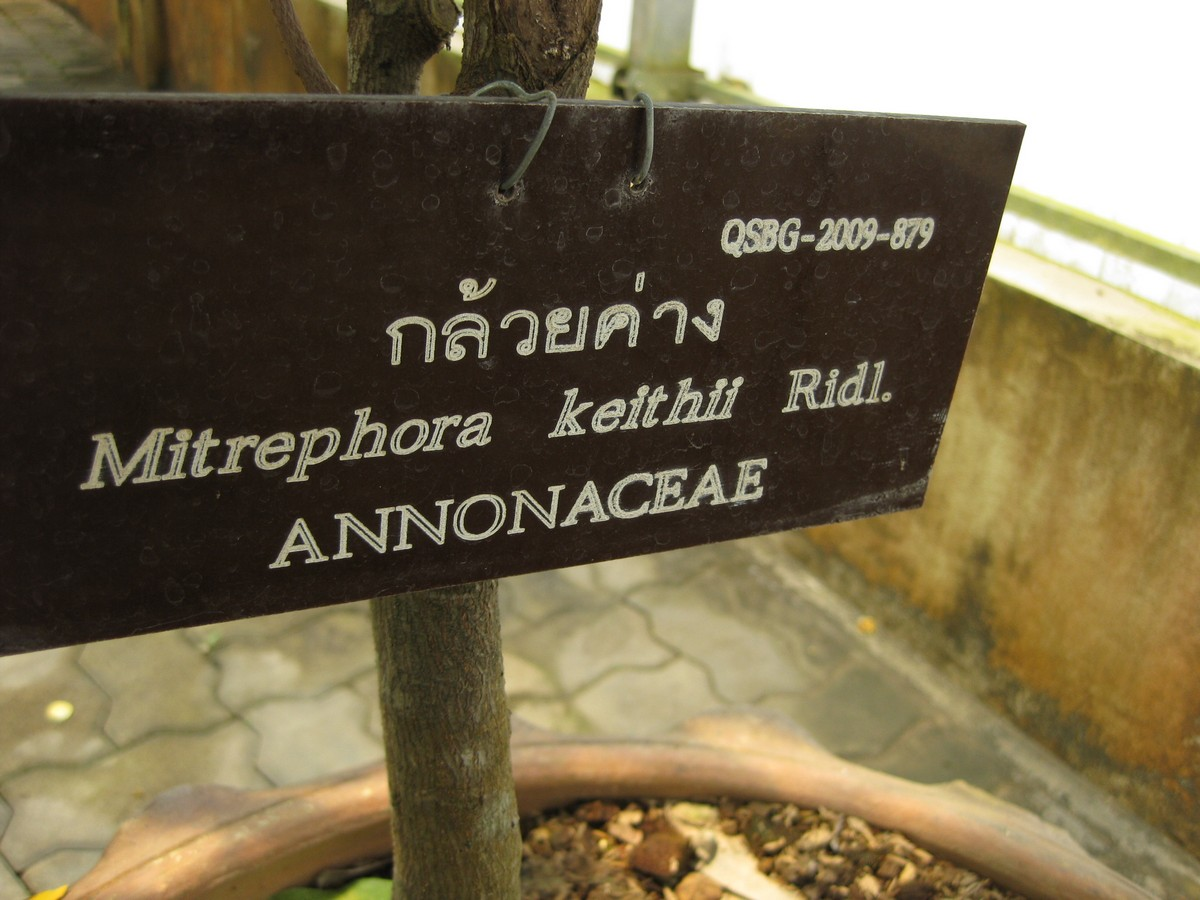
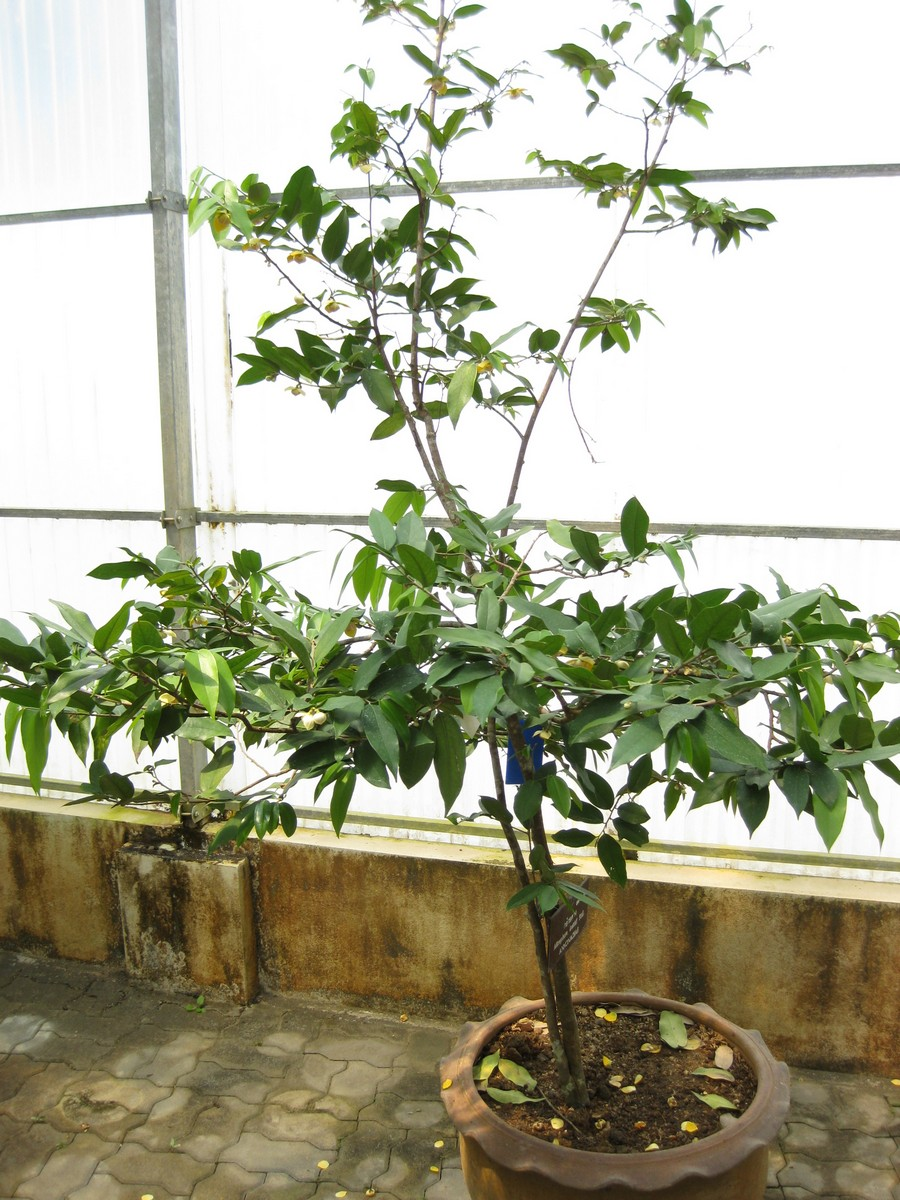
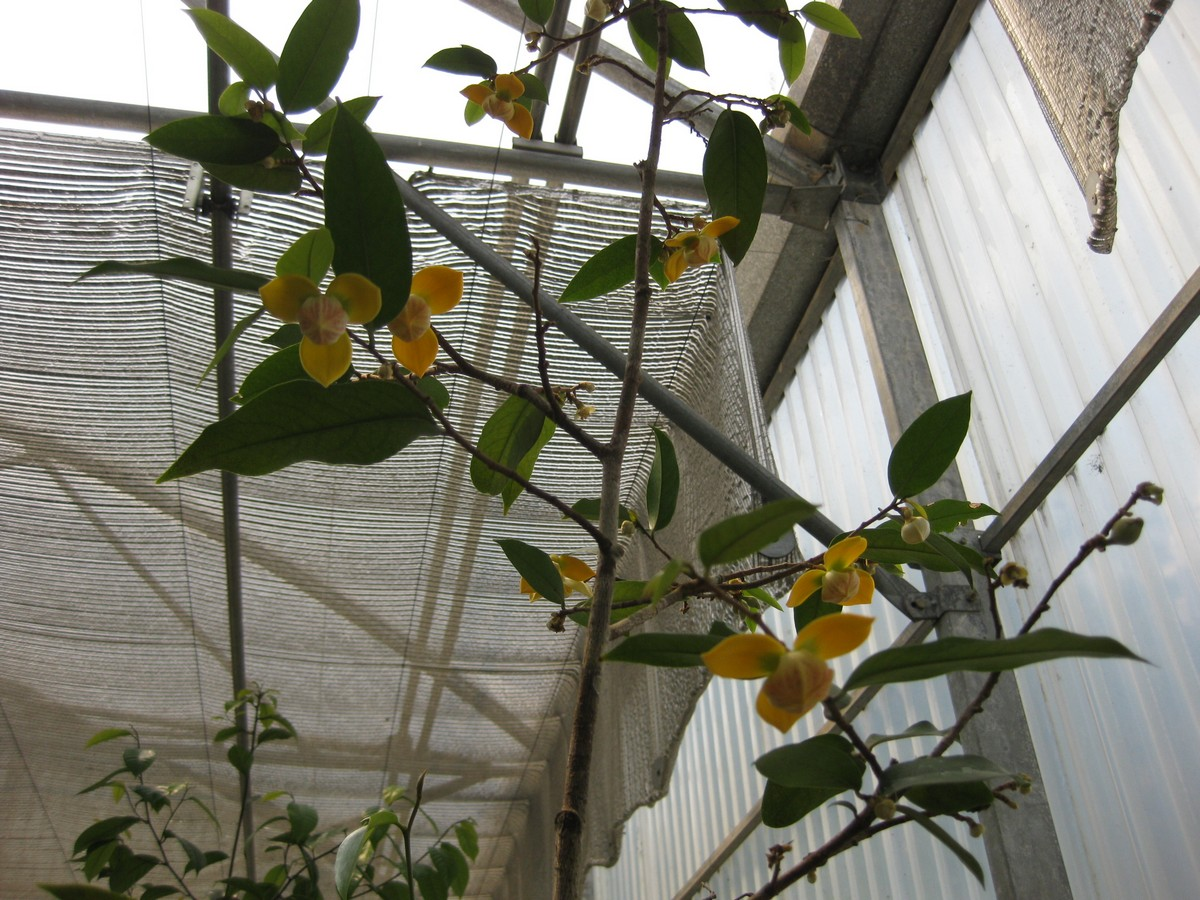
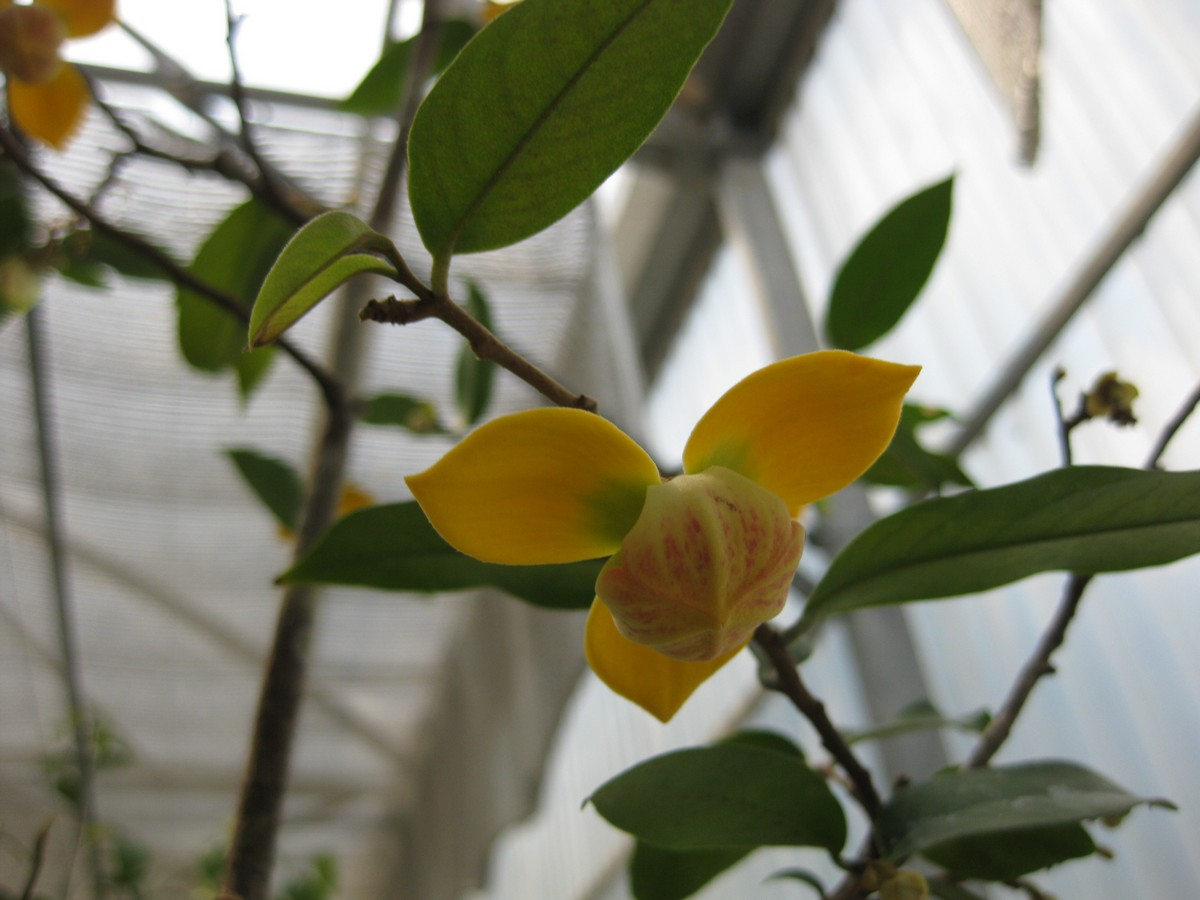
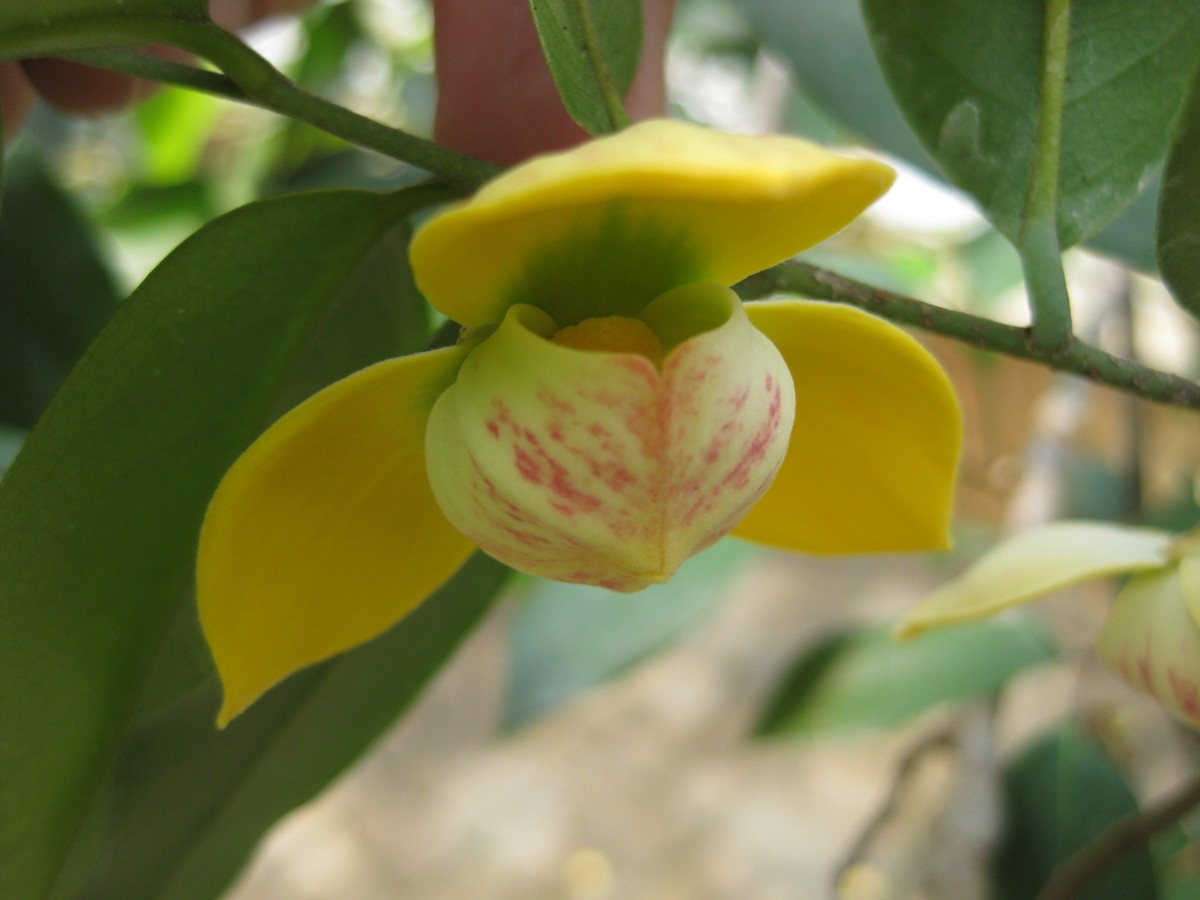
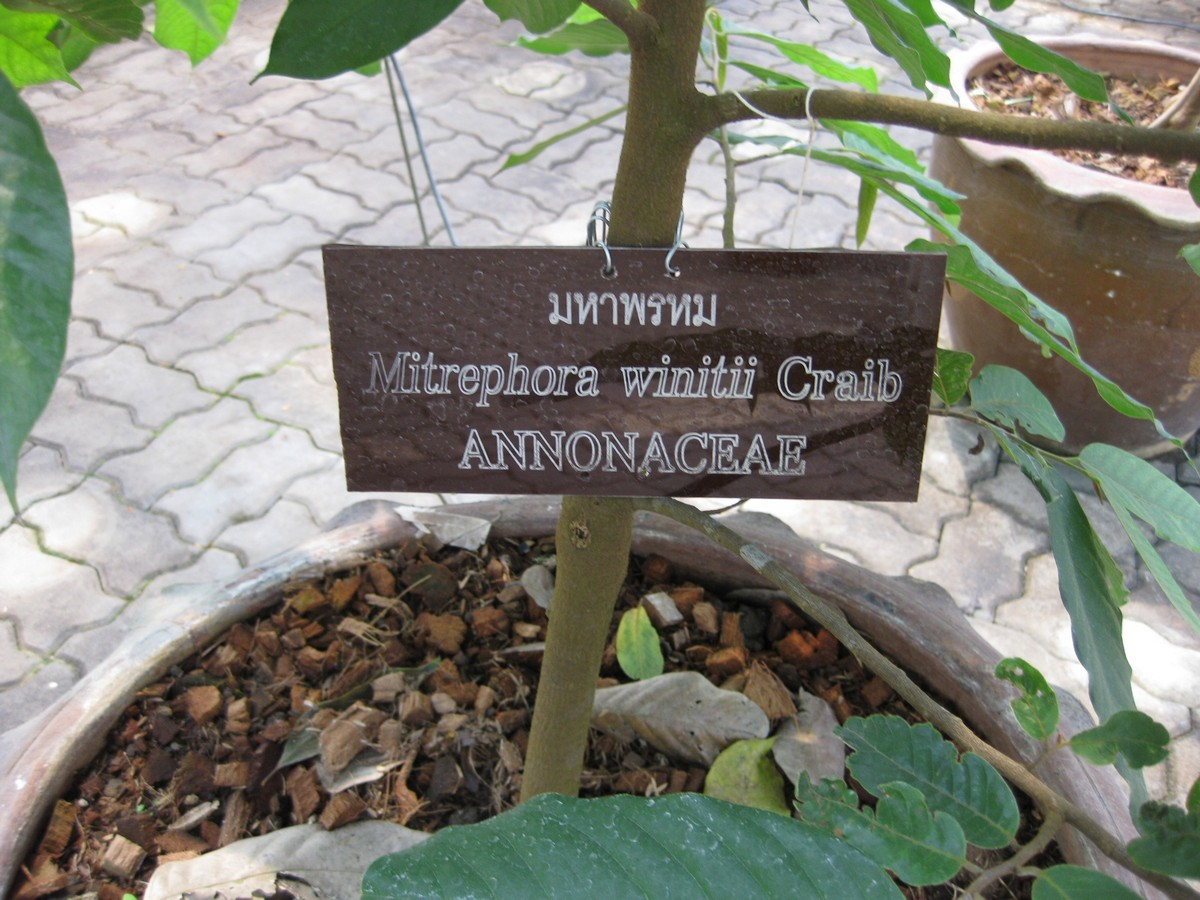
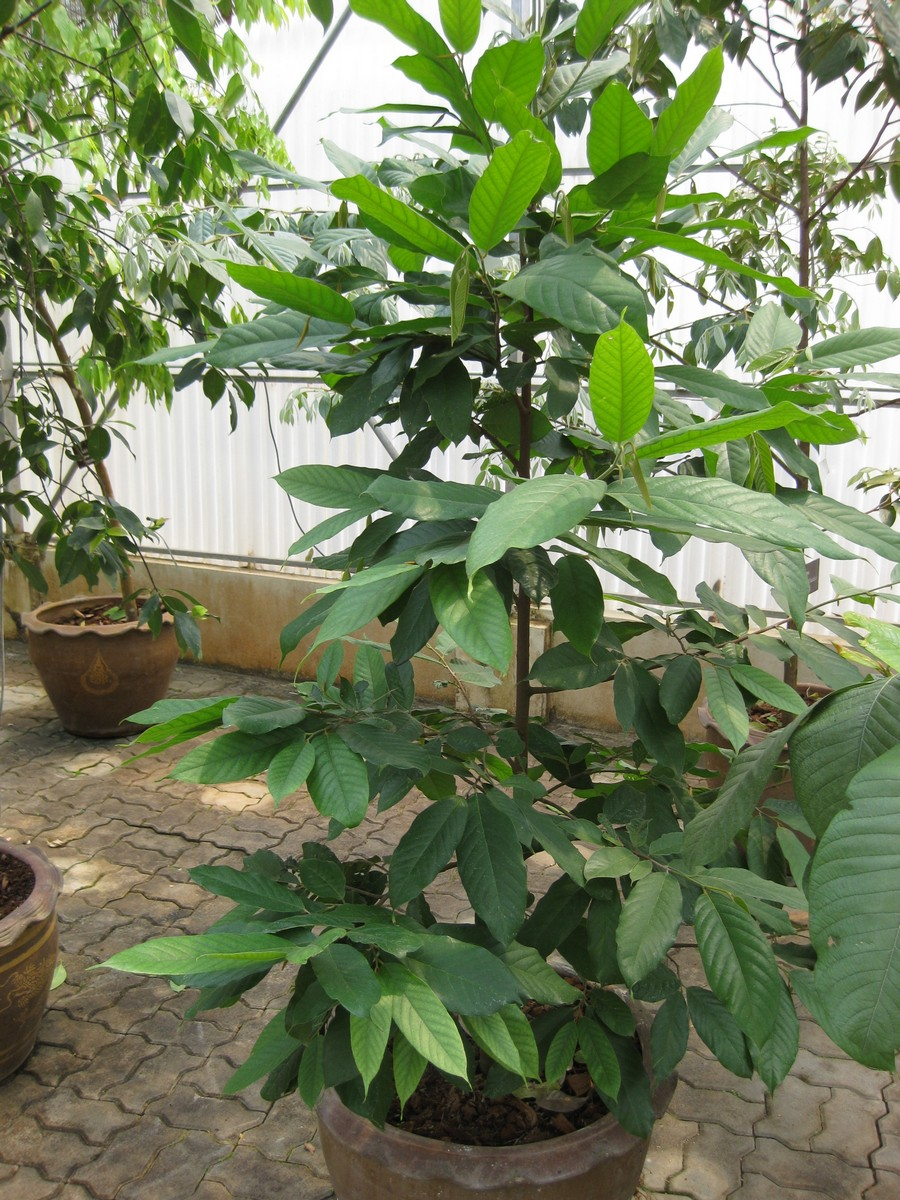
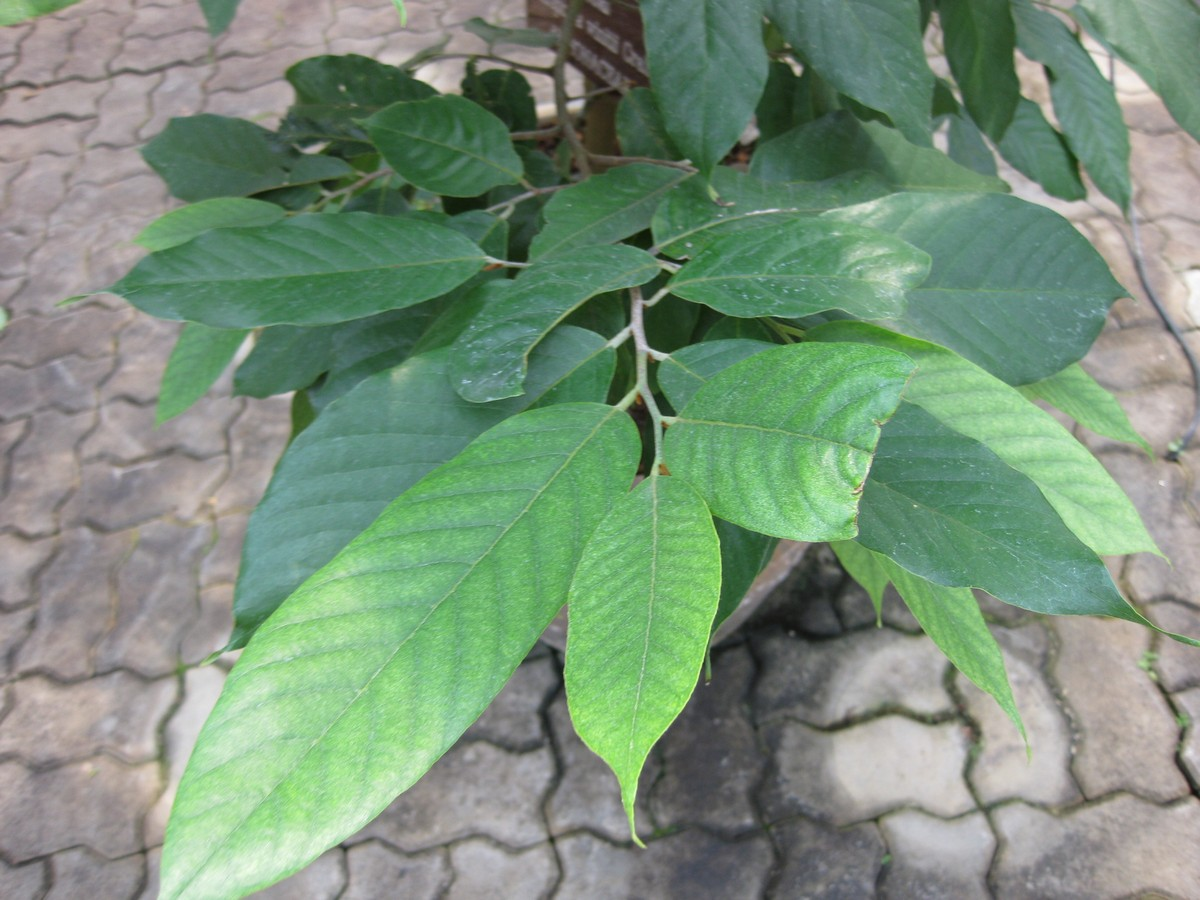

Polyalthia, Jardin botanique de la reine Sirikit, Thaïlande
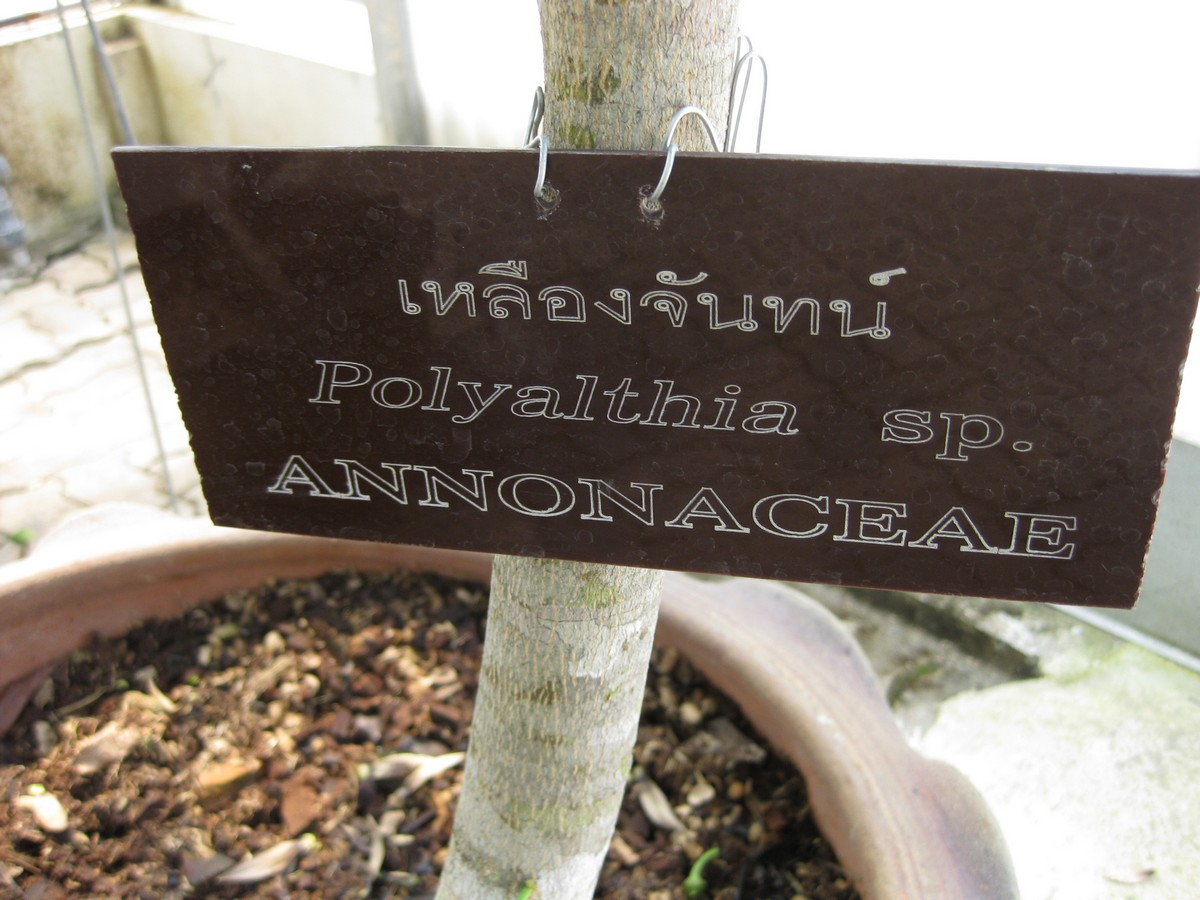
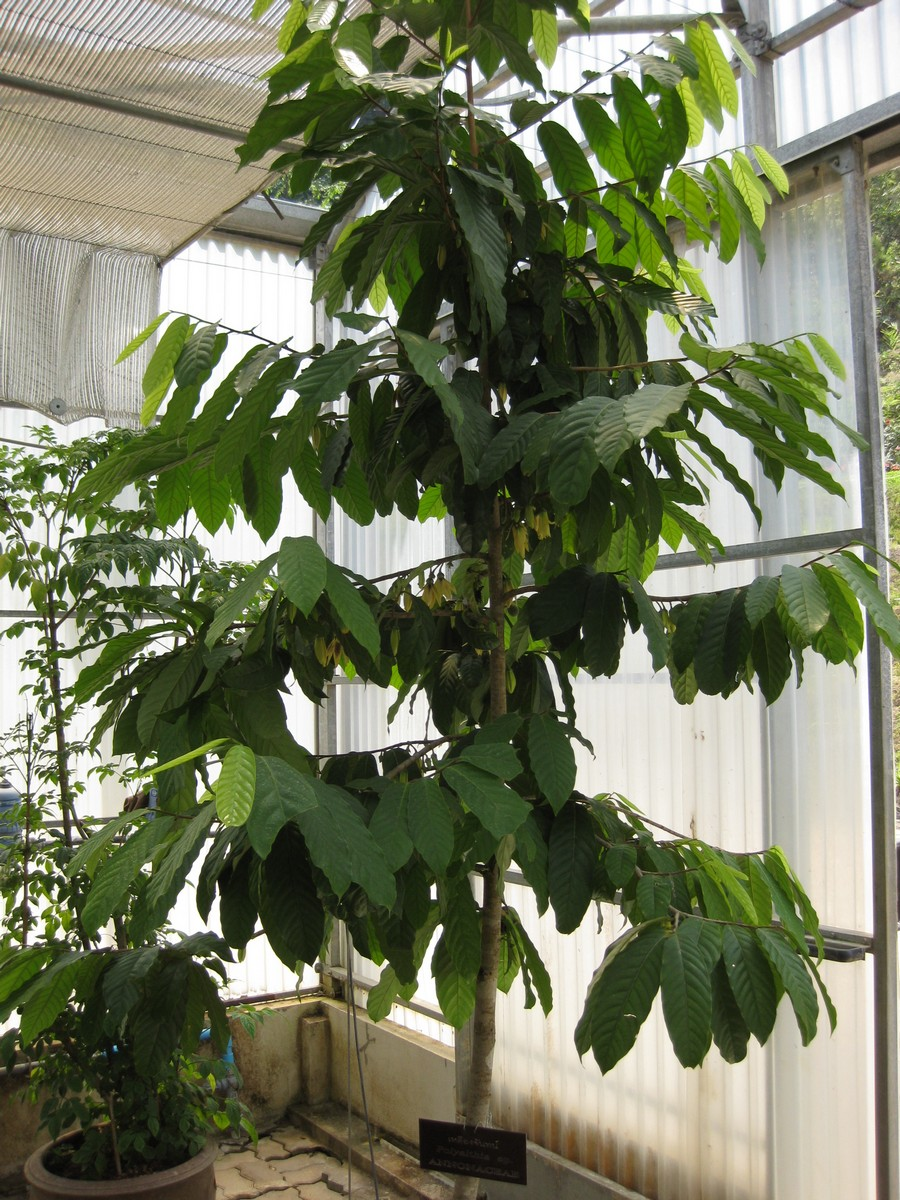
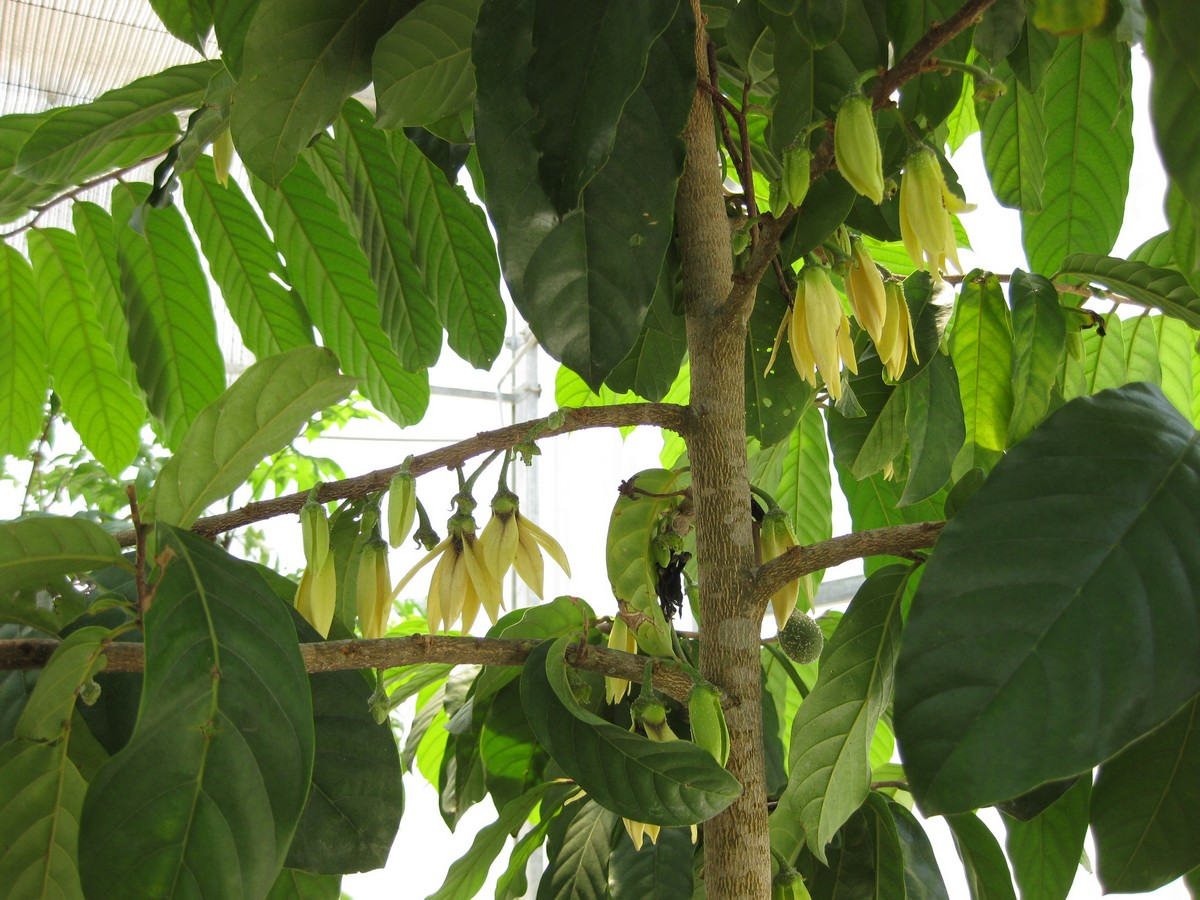
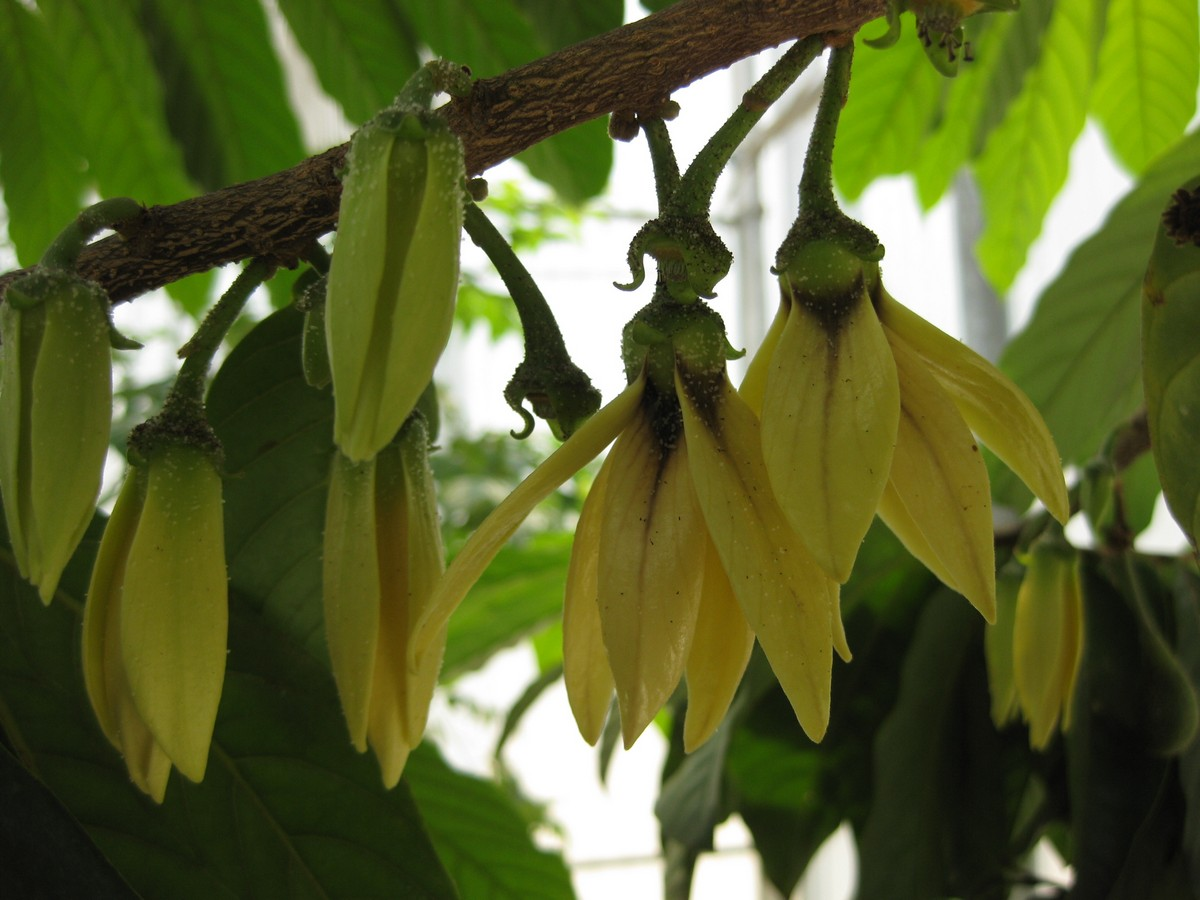
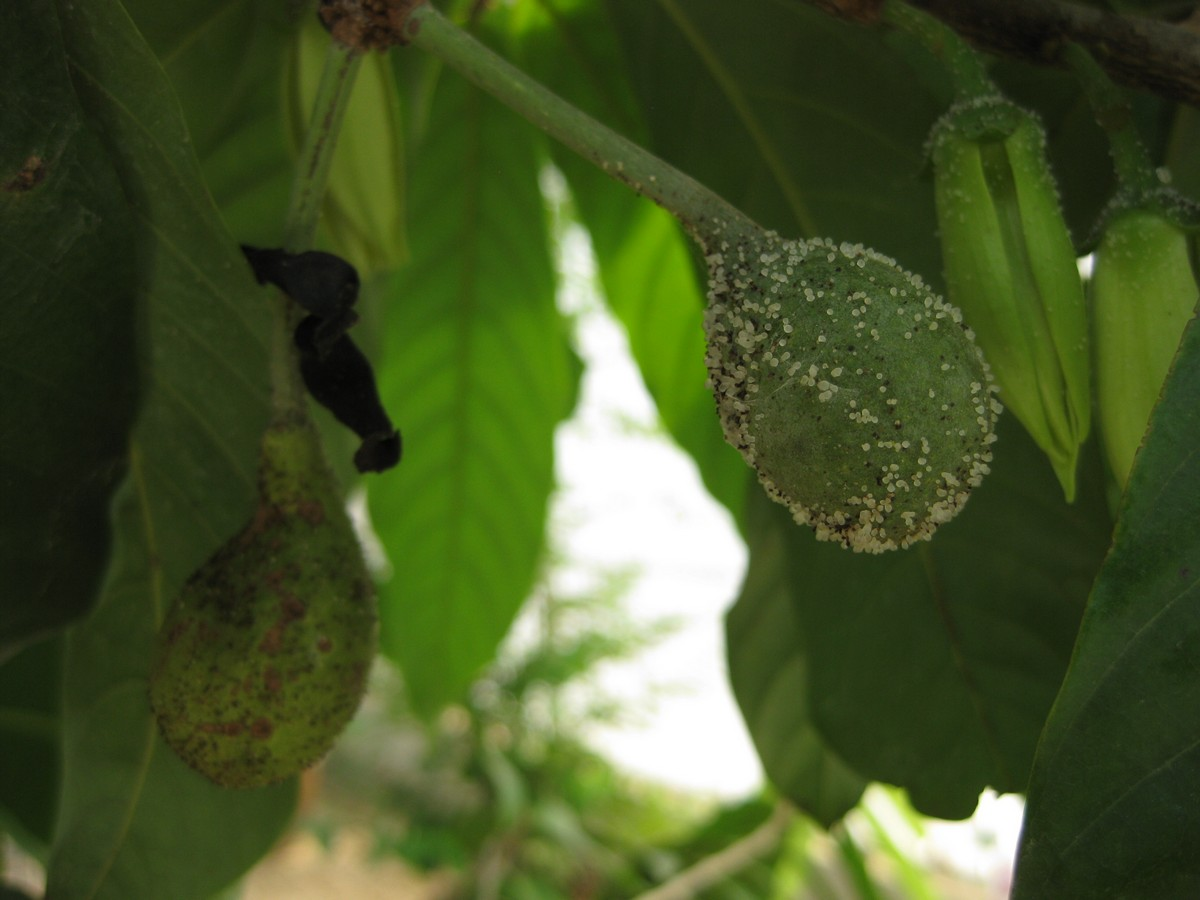
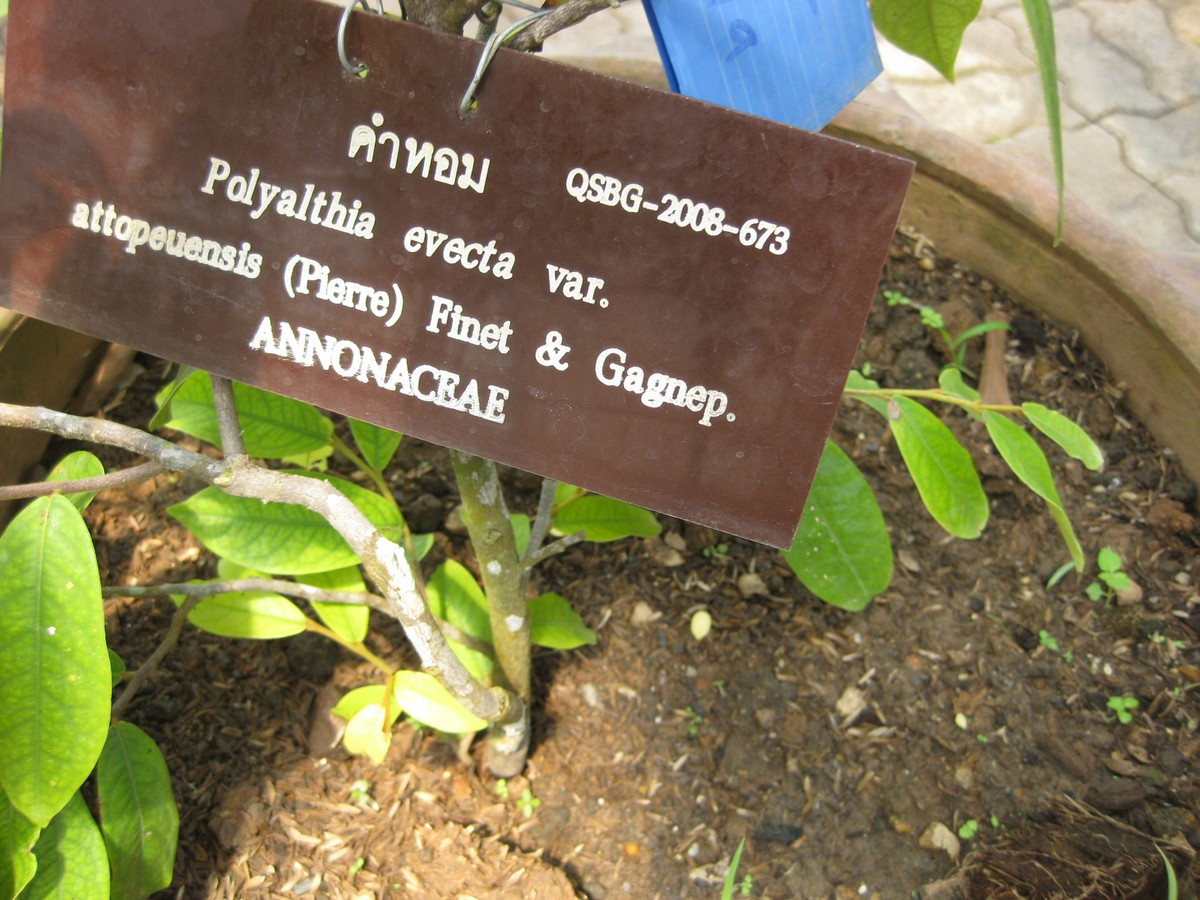
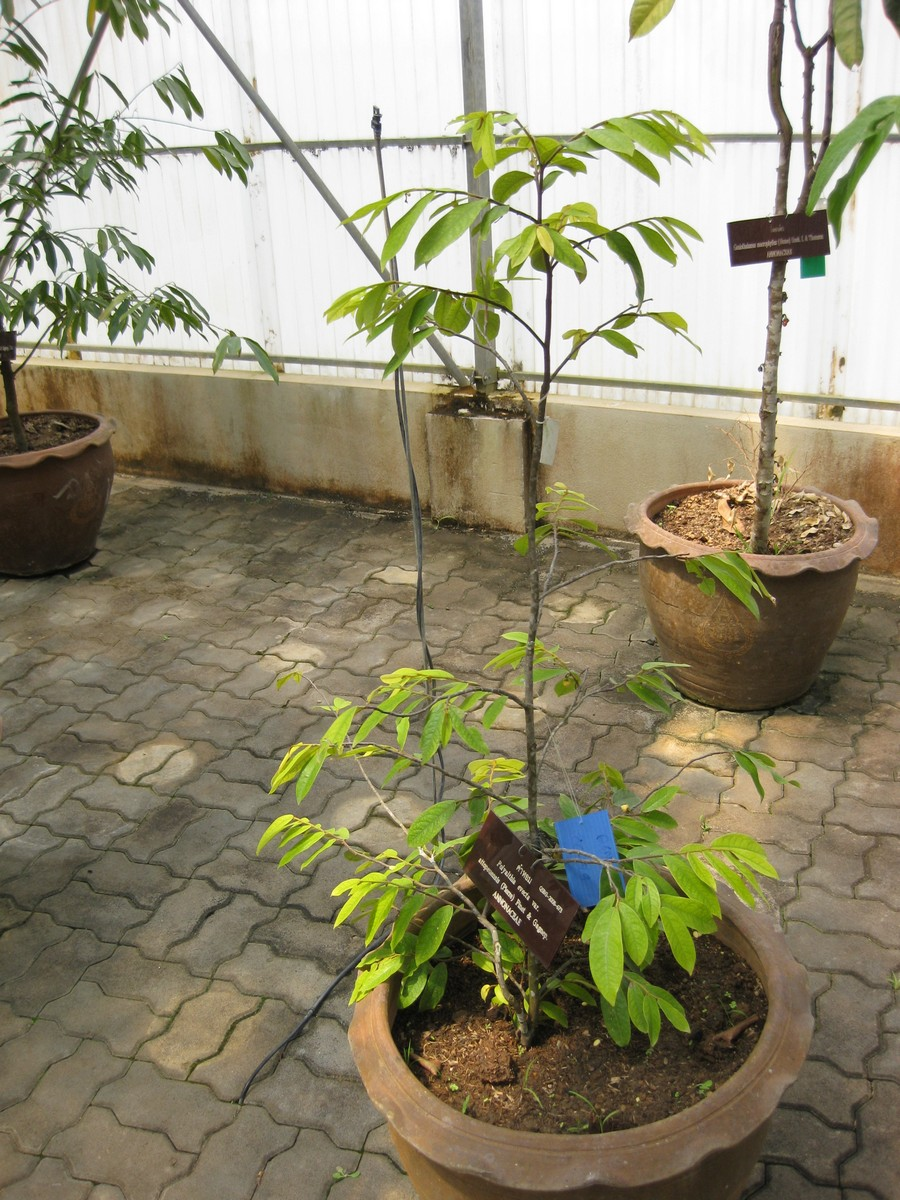
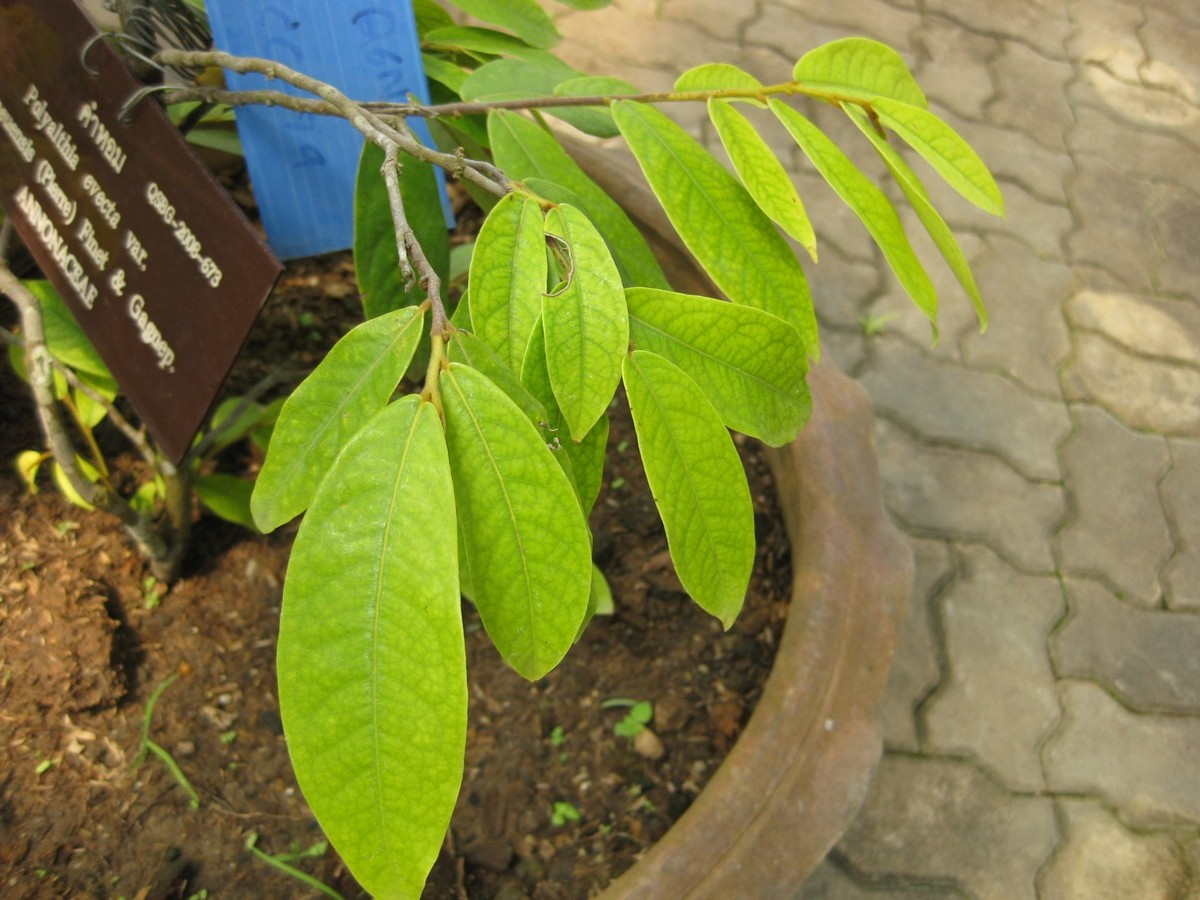